# دالي (إلهة)
دالي، وأيضًا، دَال أو دِيل (بالجورجية: დალი)، (بالإنجليزية: Dali)‏، هي إلهة ظهرت في أساطير الشعب الجورجي في إقليم القوقاز. تُعدُّ إلهة صيد، ووظيفتها رعاية وحماية حيوانات الجبال البرية كالوعل والأيل. وقد وضعت بعض التابوهات «المحظورات» التي إنْ حرص الصيادون على عدم المساس بها وخرقها فسوف يكون الصيد مضمونًا لهم، وإذا ما خرق أحدهم أحد هذه المُحرمات فسوف يلقى عقابًا شديدًا. وتظهر دالي ظهورًا بارزًا في قصص المجموعة العرقية الفرعية السفانية في شمال غرب جورجيا. أما المجموعات الأخرى في غرب جورجيا، فلها شخصيات أخرى تعد مكافئة لدالي، منها الإلهة المرغلانيَّة «تكاشي مابا».(أ)
تُوصَفُ دالي عادةً بأنَّها اِمراة عارية حسناء ذات شعرٍ ذهبي وبشرةٍ مُشرقة، رُغم إنَّها أحيانًا تتخذُ شكل أحد حيواناتها المفضلة، ويكون مع تحولها هذا، عادةً، علامة خاصة؛ لتُميزها عن بقية القطيع. ويُقال إنها تقطن في مغارة عالية في الجبال، حيث ماتزال تُراقب الحيوانات الطريدة ذوات الحوافر التي تسكن على الحوافِّ الجبلية «القِرنَاس». اِتّصفت دالي بمجموعة متنوعة من الصفات المحليَّة وهو ما يدُلُّ على تعدُّدِ أدوارها وارتباطاتها.
تروي قصص الشعب السفاني أنَّ الإلهة دالي تتخذ عُشّاقًا من البشرِ ثُمَّ تقتلهم غيرَةً، وتلد أبناءً، منهم البطل الثقافي «أميراني»، وأخيرًا وبعد وصول المسيحيَّة إلى جورجيا، حاربت منافسها القديس جرجس.(ب) وتروي أساطير أخرى أنها تعمل مع بقية آلهة الغابة، ويرافقها أحيانًا كلب الصيد الأسطوري «قورشا». وبعد صعود المسيحية في جورجيا، تضاءلت أهمِّيَّة دالي بوصفها إلهة، وهو ما دلت عليه التَّغيرات التي طرأت على القصص التي تروي عنها. وقد قُدّم القديس جرجس بوصفه قادرًا على تقويض سلطتها، فأخذت تتوحد مع روح الطبيعة الخبيثة التي تُدعى «آل» حتى صارا كيانًا واحدًا.
لاحظ العديد من المؤلفين أنَّ هُناك أوجه مُقارنة بين أسطورة دالي وأساطير إلهات أخرى. فقد قُورِنت مع أرتميس في الأساطير الإغريقية، من جهة أنَّها راعية مرتبطة بالحيوانات ذوات الحوافر، وقُورِنتْ بساحرة إسكتلندية اسمها «الغليستغ»، وبالعذراء التي روَّضت أحادي القرن. ولأنَّها مُرتبطة بالذهب والغواية ونجمة الصباح فقد أدَّى ذلك إلى أنْ أوجد العلماء روابط بينها وبين إلهات أخرى مثل أفروديت وعشتار، ولأنهنَّ كُنَّ يتشاركن بعض الموضوعات الأسطورية المُتشابهة.
لم تزل قصة دالي جزءً مُهمًّا من الوعي الثقافي الجورجي، وغالبًا ما يُشار إليها بأسماءٍ وتلميحات أدبية أخرى. ومع أن الشباب يعاملونها على أنَّها شخصيَّة أُسطوريَّة، فإنَّ الصيادين المُعمِّرين مازالوا يعتبرونها شخصيَّة حقيقيَّة قد يُقابلها المرءُ في أعماقِ الغابة.

## الأصول

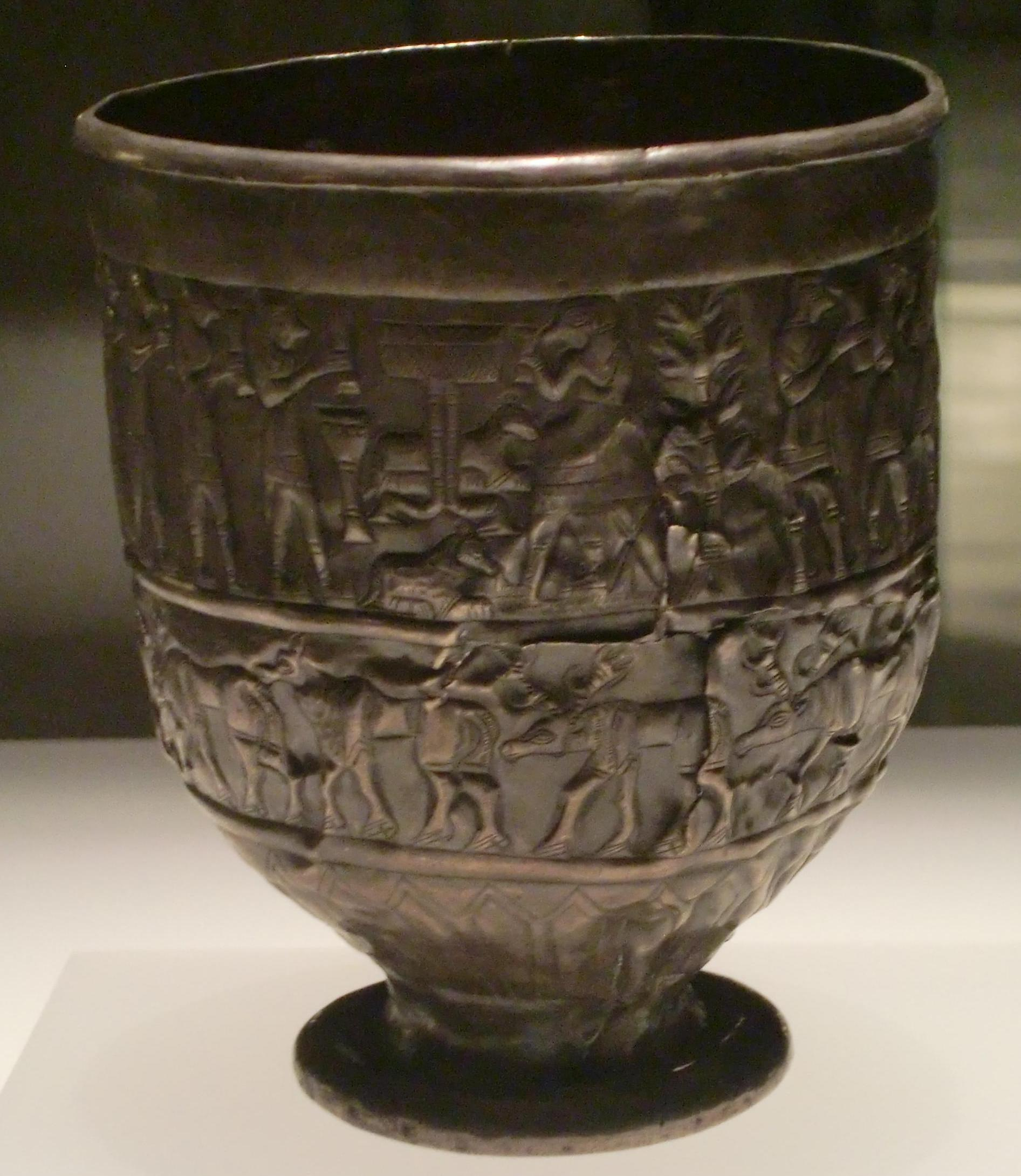
شخصيَّة جالسة رفقة موكب من الأشخاص والحيوانات، تصوير منقوش على كأس فضية ترياليتية (منطقة جبلية في جورجيا).

كانت اللُقى الآثاريَّة والأجزاء الباقية من الفلكلور السِّفانيّ، مِثل: الأساطير والأغاني والقصائد القصصية وأغاني الرقص الدائري، هي الدليل الذي أشار وأثبت وجود شخصيَّة الإلهة دالي. ويرى عالم الأنثروبولوجيا اللغوية «كفن توت» أنَّ النصوص الباقية متشظيَّة، ولا تُمثِّل إلَّا «مقدارًا ضئيلًا من النصوص التي يمكن أن تكون شائعة بين الشَّعب السفانيِّ من قرونٍ عديدة». ولاحظ أيضًا أنَّ مُعظم هذه الأجزاء الباقية مُؤداة، والأرجح، كُتِبَت على يد رجال، وهو ما يترك المنظور الأنثويّ لدالي مُبهمًا.
تَظهر دالي أيضًا في التراثات الشفهية التي سجَّلها الحقل الأكاديميّ الحديث على يد العلماء الجُّورجيِّين أمثال «فيرا باردافيلدايز» في ثلاثينيات القرن العشرين و«إيلين فيرسلادزي» في العقد السادس والسابع والثامن من القرن العشرين. ووفقًا لفيرسلادزي، فإنَّ الثقافة الجورجيَّة انطوت على مقدارٍ استثنائيٍّ بشأنِ المُحافظةِ على الفلكلور والتراثات القديمة حيَّة في ذاكرتها، والتي ربما قد يعود تاريخها إلى 3,300 عامًا.
وقِيلَ إنَّ دالي، هي وكثير من الآلهة الأخرى في الأساطير الجورجية، تعود أصولها إلى دين الشعوب «الكارتفيلية». وقد أيَّد المؤرخون الجورجيون الفوارق والاختلافات في وجهة النظر الآنفة، منهم المؤرخ «نيكولاي مار» و«إيفان جافاخيشفيلي»، وكلاهما افترض، بشكل مُستقلٍّ، أنَّ تشابهات فلكلور المجموعات الإثنيَّة الجورجية المُختلفة هو دليل على وجود أصل ديني مشترك. أما تحديد تاريخ هذا الدين، ومِن ثَمَّ تاريخ الإلهة دالي نفسها، فهو مُتعَّذر؛ بسبب اِنعدام الآثار المكتوبة الباقية. ولكنَّ الشيء الوحيد الذي يمكن أن يقال بشكل قطعيٍّ، هو أنَّ هذه المعتقدات سبقت وصول المسيحية إلى جورجيا، التي وصلت في القرن الثالث الميلادي تقريبًا.
اِقتُرِحَت بعض القطع الآثارية التي لها صلة بدالي، حيث اعتبر الفلكلوري «ميخيل تشيكوفاني» أنَّ «كأس ترياليتي»، وهي قطعة فنية يدوية جورجية تعود إلى الألفية الثانية قبل الميلاد تقريبًا، تُصوِّر رقصةً حلقيَّةً أو شعيرةً مُكرَّسة لإلهة صيدٍ يمكن مقارنتها بدالي. وربط تشيكوفاني أشكال الحيوانات على الجزء السفلي من الكأس بالحيوانات ذوات الحوافر التي كانت دالي حاميتها. واقترح الفولكلوري «ديفيد هانت» أيضًا أنَّ الرسمَ على الكأس قد يكون تمثيلا لأنثى مُتحكِّمة بالحيوانات. وقد خمَّن بعض المؤرخين بأنَّ بعض عملات الدراخما الفازية [الإنجليزية]، من القرن الرابع إلى القرن الخامس، ربما قد تكون صَوَّرت دالي أو علامات أوَّلية تُشير إليها، لكنَّ عالِم المسكوكات «جون هند» كان قد فنَّد هذه المزاعم في ورقة بحثية قدمها في عام 2005.

### التأثيل والأسماء
الأصل الاشتقاقي لاسم دالي ليس واضحًا تمامًا. وعلى الرغم من أنَّ كثيرًا من شخصيات الأساطير الجورجية تتناص مع شخصيات الكنيسة الأرثوذكسية الجورجية القديمة، لكنَّ دالي ليست من بينها. وقد اقتُرح أن اسمها مشتق من الكلمة الجورجية «ديلا»، وتعني «الصباح»، أو الكلمة الأوسيتية «دايليمون»، وتعني «الروح الحارسة»، ولكن هذين الربطين محل جِدال. وقد ربط توت اسم دالي بكلمات عديدة تدل على «الإله» في اللغات الناخية [الإنجليزية]، وهي مجموعة من اللغات التي تنتمي إلى أسرة اللغات القوقازية الشمالية الشرقية، مثل: (بالشيشانية: dēla)‏، (بالإنغوشية: dǣlə)، (بالباتسية [الإنجليزية]: dalě)، هذه الكلمات قد تدل على الله حصرًا، ولكنها قد تكون مستعملة على أنها كلمات عامة للآلهة التي كانت موجودة قبل الإسلام في المنطقة. وكان من سمات الثقافات القوقازية المتوسطة أن تُبدِّل الكلمات المقدسة ببدائل، وكان هذا التبديل المعجمي مدفوعًا بالمحرمات ضد استعمال الكلمات الحقيقية. يعتقد توت أن دالي قد يكون لها في الأصل اسم سفانيٌّ حلّ محلّه تدريجيًّا الاسم «الناخي» الدال على «الإله/الرب»، نتيجة لهذه العملية.
عُرفت دالي ومكافئاتها أيضًا بألقاب عديدة، والتي من شأنها أن تؤدي إلى تصوِّر أو تمثل يُمَكِّن من إدراك دور الإلهة وارتباطاتها. فهي كانت، أحيانًا، تُنعَت ببساطة بـ«الزَّهراء» دلالة على جمالها الخلّاب. وعند التركيز على ارتباطها بليلة رأس السنة، كان يشار إليها عادة باسم «Dæl Ešxwamiš»، أي «دالي صاحبة ليلة رأس السنة». ويسميها السفانيون «الملكة دالي». ولأنَّه قد رُوي أنها تعيش عاليًا في الجبال، فإنها تسمى أحيانًا «دالي ذات الصخور». وفي منطقة راتشا وكاخيتي تسمى دالي «سيدة الحيوانات»، و«ملاك الجُرُوف». أما اسمها «تكاشي مابا»، الذي كان يستعمله المرغلانيون، فيترجم إلى «ملكة الغابات»، أو «حاكمة الغابة».

## تصويرها

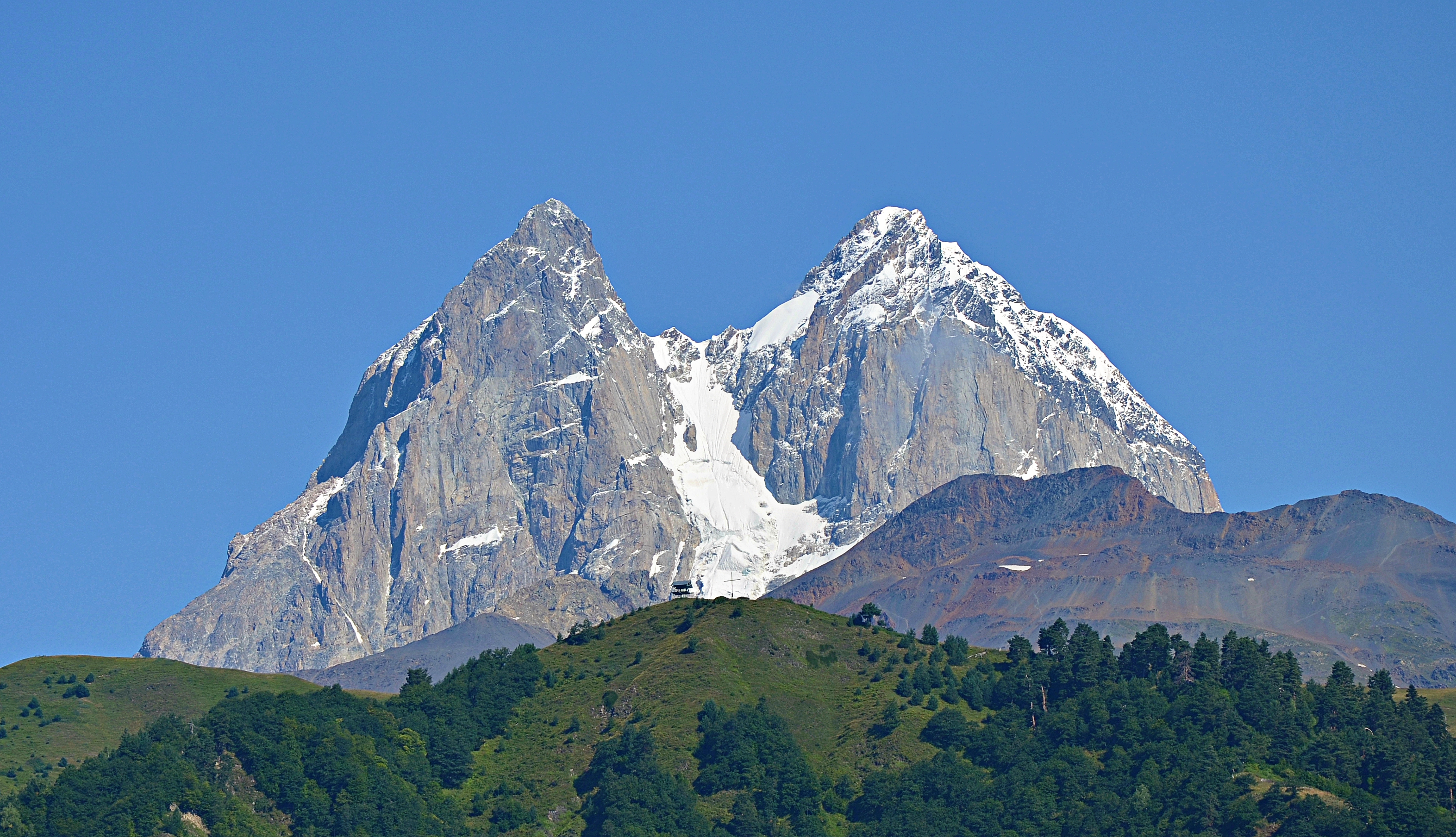
جبل أوشبا ذو القمتين المُتناظرتين حيث يُظنُّ أنَّه مسكن الإلهة دالي.

تسكن دالي، عادةً وعلى نحو تقليديّ، في مغارة عالية في الجبال بعيدًا عن المستوطنات البشرية. وقد حددت بعض التقاليد مسكنها فجعلته في جبل أوشبا ذي القمتين [الإنجليزية] المعروف، والذي يسمى وجهه الجنوبي المغطى بالثلوج، أحيانًا، «داليس بانجارا»، أي نافذة دالي. إنَّ مكان الكهف الدقيق مُتغير، فقد يكون إلى جانب مُثلجة، أو على قمة الجبل. أحيانًا يكون مدخل بيتها مخفيا بباب صخري تفتحه وتغلقه دالي لتخفي مسكنها. وقلَّما تسكن دالي مع قطيعها داخل شجرة تنوب جميلة ضخمة جوفاء. ولا تدخل دالي الأماكن المتحضرة أبدًا، مثل القرى، إلَّا في مناسبات نادرة مثل جنازات محبيها من البشر.
تُوصَفُ دالي عادة بأنها امرأة شابة جميلة لها شعر مجدول طويل. وكانت تُصوَّر معظم الأحيان بهيئة عارية، وأحيانًا تلبس مجوهرات ذهبية. فإذا لبست ثيابًا، فثيابها بيضاء. وبشرتها ناصعة البياض، فهي مُتوهِّجة حرفيًّا. وكان جمالها استثنائيًّا: «يسحر ويخلب الألباب في آنٍ»، وقد يُصاب الإنسان بالخَبَلِ لمجرد التحدث إليها.
كان شعر دالي الطويل أحد أهم العناصر في مجموعة أساطيرها المُختلفة، وكان ذهبي اللون مُختلط بحُمرة، وفي بعض الحالات، كان فِعليَّا مصنوع من الذهب ومُشرِقٌ كالشَّمس. وقد صَوَّرَتْ، بعض القصص، مظهر توهج شعرها بأنَّه كالنار، الأمر الذي جعلها -أي القصص- تصف الإلهة بأنها تخلف وراءها «ألسنة لهبٍ صغيرة»، أثناء سيرها، لكن هذه القصص ليست شائعة. وقد كانت تجلس على المنحدرات لتُمشِّط شعرها بمشط ذهبي. وفي بعض الحكايات، استخدمت دالي شعرها القوي العجائبي لتقييد الصيادين الذين أساؤوا إليها. وفي إحدى القصص، استخدمته لخنقِ صيادٍ كان قد سرقَ شعرةً من شعرِها لِيُوْتِرَ(ج) قوسَ الصيد خاصته.
وعلى الرغم من أنَّ شعرها كان قويَّاً بما يكفي ليُوتِرَ قوسًا إلَّا إنَّه لم يكن منيعًا ضد العطب؛ في الواقع، كان اتخاذ شعر دالي كوسيلة لتهديدها وإيذائها أو قتلها موضوع مُتكرر. تُصوِّرُ، العديد من الحكايات، الصيادين وهم يمسكون شعرَ دالي أو يقصونه؛ لكي يخضعونها ويغتصبونها. وفي الحقيقة، لم تُثنِ هذه الأساليب، بالضرورة، الإلهةَ عن الانتقامِ لِنفسها منهم لاحقًا. وفي قصة حول «تكاشي مابا»، الاسم المكافئ لدالي، تسرد كيف أنَّ دالي توافق على الزواج من صيادٍ راح يُهدد بقطع شعرها الراقي، وكيف أنَّه وبعد حين، سئم من كثرة تمشيطها وتصفيفها شعرَها الذي بدا وكأنَّه لن ينتهي، فعمد إلى إخفاء مشطها الذهبي القيم لكي تتوقف عن فعل ذلك. ولكنَّها حين علِمت قامت بتدمير عائلته، وقتلت أحد أطفاله وسرقت آخر بل ولعنت ذريته من عند آخرهم.
كما ويمكن للمرأة أيضًا استخدام شعر دالي ضدها. ففي إحدى قصص دالي الرئيسية، تكتشف امرأة أنَّ زوجها ينام مع دالي، فتقوم بقص شعر دالي وهي في حالة غيظ عظيم، فأدى هذا الفعل بالزوجة إلى القتل أو النفي عن موطنها. ووصفت إحدى الخرافات المُدونة في عام 1971 كيف أنَّه يمكن للمرأة التي خرج زوجها للصيد إلى مكان ناءٍ ولفترة طويلة أن تقصَّ شعرَها ثم تبتهل للإله أن يقوم بقص شعر دالي بالمقابل؛ لكي يُجبر، هذا العمل، الإلهة دالي بالسماحِ للصياد العودةَ إلى منزله. وهناك قصة، تعد استثناءً لأنَّها لا تتضمن موضوع قص الشعر، يُروى فيها أنَّ امرأة كانت ترغب في تخليص ابنها أو زوجها من تأثير دالي قد تسللت خلسة أثناء نوم الإلهة، فقامت بغسل شعرها، ويُقال غسلته بحليب الغزلان، الأمر الذي أدى إلى إصابة دالي بالعجز التام أو الامتنان العظيم لدرجة أنها أصبحت خادمة للمرأة. كما ويمكن إبطال تأثير مكافئة دالي «مينغريلان» بطريقة مماثلة، وذلك باستخدام حليب بقرة سوداء بدلاً من حليب الغزلان.

## مواضيع رئيسية

### الطرائد والصيد

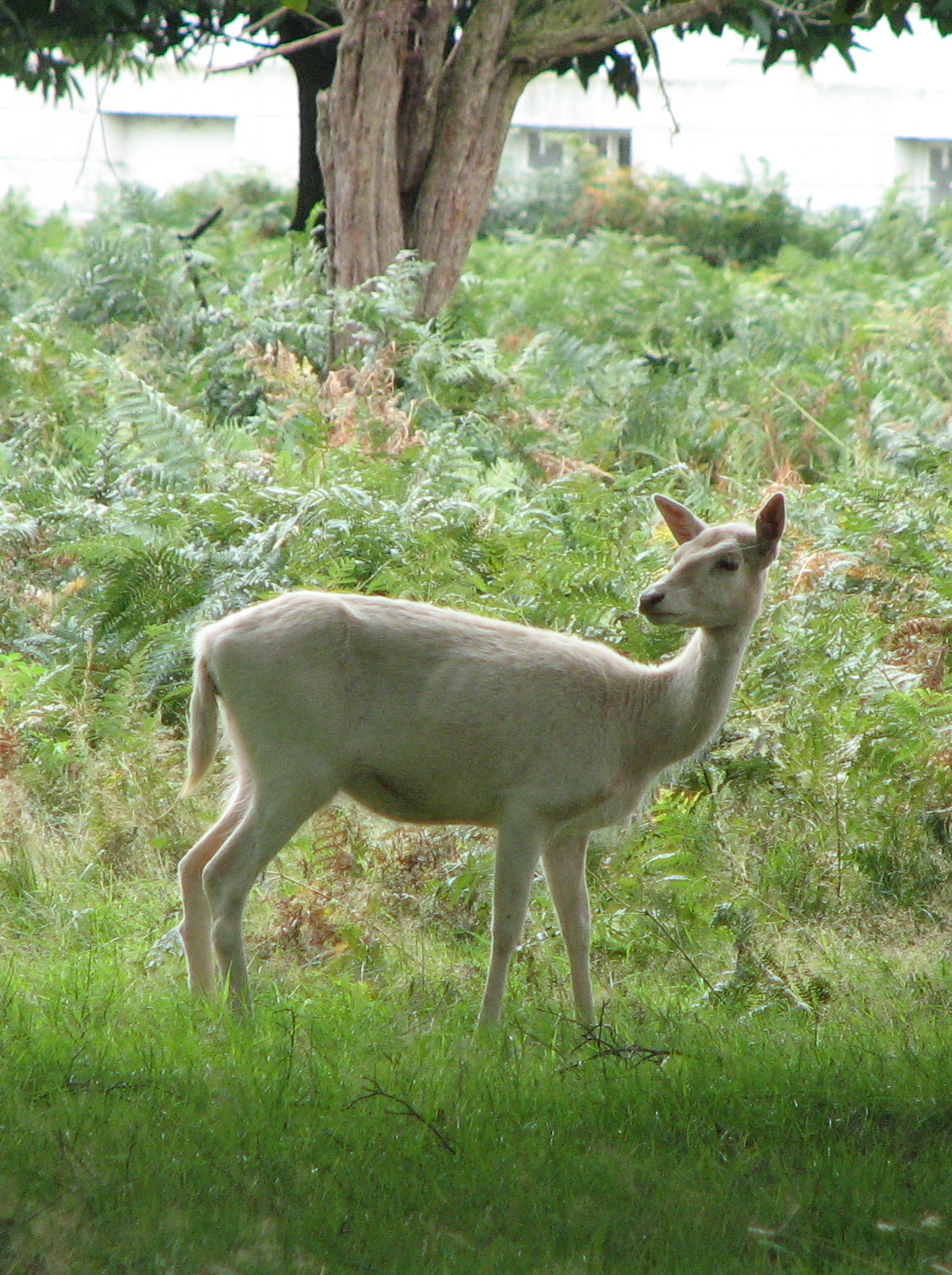
أيلةٌ بيضاء، أحد أشكال الحيوانات المفضلة لدى دالي.

كان الدور الأسطوري الأساسي لدالي هو دور السيدة المُتسلطة والوصية على الحيوانات الجبلية الطريدة ذات الحوافر، حيث أخذت على عاتقها حمايتها، فشملت هذه الحماية كل من الغزلان والوعل والأغنام البرية وظباء الماعز مثل الطور والشامواه، وكانت دالي كالراعي الذي يحرس قطيعه بالنسبة لهذه الحيوانات. صورت بعض القصص دالي وهي تحلب حيواناتها. كما كانت دالي مسؤولة عن الحظوة أو سوء الحظ في موضوع صيد الطرائد بالنسبة للصيادين، وكانت تحرص على مُعاقبة الصياد الجشع، كما وكانت تحرص على توفر طرائد كافية تتجول في الأنحاء.
غالبًا ما تعرض القصص، التي تكون فيها دالي حاضرة، حيواناتٍ مُعلَّم عليها بعلامات تُشير إلى أنَّها ذات خصوصية، وما ذلك إلَّا لأنَّها إمَّا تكون المفضلة لدى دالي من بين باقي القطيع، أو تكون هي نفسها الإلهة متخذة شكل حيوان. ومن هذه العلامات المُمَيِّزة أن يكون الحيوان مغطًى بفرو أو جلدٍ أبيضٍ خالصٍ أو علامات غير عادية أو يكون للحيوان قرونًا ذهبية. ومن جهة أخرى، يمكن أن يتفاوت حجم شكلي دالي الحيواني والبشري على حد سواء. فعندما اتخذت شكل حيواناتها المفضلة، كانت على الأغلب أكبر أو أصغر من الحجم المُعتاد لهذا النوع من الحيوانات. ويمكنها أيضًا أن تجعل شكلها البشري صغيرًا جدًا. ففي شرق جورجيا، كان الصيادون يتركون أزواجًا صغيرة من الأحذية على المنحدرات كنوع من أنواع التقدمات يقدمونها لها.
تُبيِّن، العديد من الحكايات التي جمعتها ودونتها عالمة الفولكلور الجورجية «إيلين فيرسالادزي»، العواقب المُهلكة التي تصيب أي صيادٍ جرح أو قتل أحد حيوانات دالي المُعلَّمَة، أو حتى من اصطادها بشجع. فقد وصفت قصتان دالي وهي تلعن صيَّادًا تجرأ عليها فأصابت اللعنة أبناءه فماتوا ثم مات الصياد نفسه. وفي الأخرى، تصف دالي بأنَّها دمَّرت بلدة «نكفدر» بانهيارٍ ثلجي كانتقامٍ جاء إثر قيام صياد بجرح حيوان طور مُعلَّم كانت قد اتخذته دالي سابقًا. وفي قصة أخرى، قتل صياد ظبية وولدها، فلُعن من قبل حامية القطيع بألَّا يكون له أي أحفادٍ من ذريته.
تروي أحد القصص السفانية ما أصاب ثلاثة أخوة لاحقوا ماعزًا جبليَّا لدالي وحاولوا إطلاق النار عليه فأخطؤوا إصابته فهجمت دالي على اثنين من الأخوة وقتلتهما حيث كانت مُختبئة في كهفها القريب منهم تُشاهد ما يجري. أمَّا الأخ الثالث فراح يُراقب الماعز وهي تدخل إلى كهف دالي لتختبئ فيه. وهناك، ظهرت دالي فخرج الصياد من مخبئه مُسرعًا وأمسك بها من شعرها واغتصبها. ثم، أصبحت دالي، بعد ذلك، عشيقة له. إنَّ مضمون هذه القصة غير المُعتاد والذي يقص حادثة تغلب صياد على دالي قد يكون تناصَّ مع أسطورة أوسيتية تحكي عن شقيقين يتغلبان على ساحرة تربي الغزلان.

### المُحرمات والقرابين

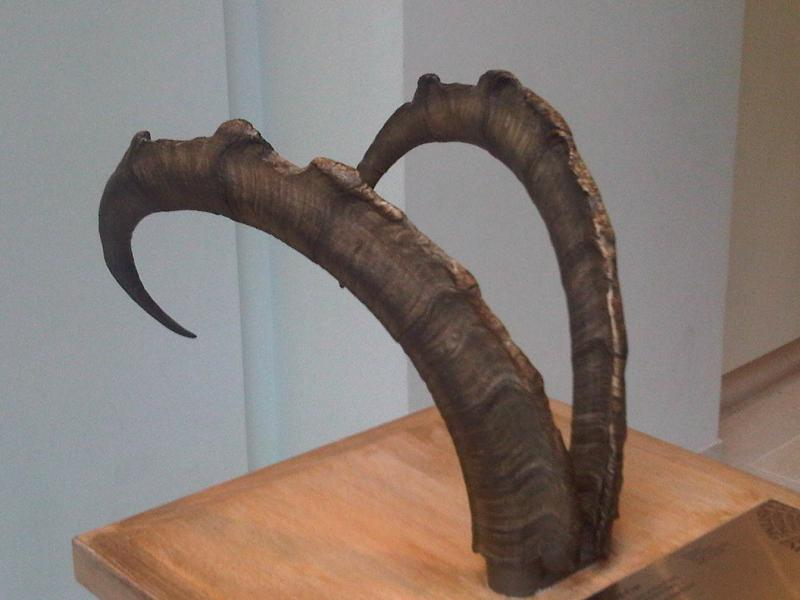
قرنا وعل البازن، موطنه الأصلي الجبال الجورجية.

لم تكن دالي بالضرورة معادية للصيادين، رغم حمايتها حيواناتها، بل كانت تمنحهم مُباركاتها فقط إذا ما احترموا محرماتها وقدموا لها القرابين المناسبة. تمحورت هذه المُحرمات عادة حول مخاوف بشأن النقاء الروحي والحد من الصيد الجائر. وعادة ما تتضمن القرابين تضحيات شخصية صغيرة تُقدم قبل الصيد وبعده.
كانت دالي تشعر، بحساسية مرهفة، بأي نوع من الدنس الروحي يدخل جبالها، إذ إنَّها تُعتبر طاهرة وبالتالي مُقدسة. وعلى ذلك، فقد قضت على الصيادين ألَّا يقربوا الصيد وهم نَجَسٌ. عادةً، كانت النجاسة تأتي من النساء والدم، ويمكن أن تأتي أيضًا من استعمال لغة بذيئة أو ارتكاب الزنا أو مُلامسة جثث الموتى. وكان على الصيادين، في الليلة التي تسبق الصيدَ، أنْ يعزفوا عن الجِماعِ مع أيِّ امرأةٍ بل حتَّى مع زوجاتِهِم. وأيضًا، كان عليهم تجنب أي اتصالٍ جنسي أو ما شاكل ذلك مع أي امرأة في فترة الحيض أو أثناء الولادة. وكما الرجال، فعلى زوجات الصيادين الخضوع للمحرمات السلوكية. ففي بعض المناطق، يُحظر تقليديًا على زوجات الصيادين غسل شعرهن أو تمشيطه أو فك شعرهن أثناء تواجد أزواجهن في الصيد. وامتدادًا لكل المحرمات السابقة، يجب ألَّا يُسمح للنساء بتناول اللحوم من الصيد أثناء الحيض أو الحمل أو أثناء الولادة.
كان الصيدُ، بين السفانيين، يُعَامَل على أنَّه فِعلٌ مُقدَّسٌ. وكانَ يُستهلُّ بتضحية من الخبز الطقوسي يُدعى «لامسير أو لَمصير» تُقدم لدالي مع ابتهالٍ. وقد عُلِّمَ الصيادون ألَّا يقتلوا بهائِمَ أكثر مما يُطيقون حمله، وعادة يجب أن تكون طريدة واحدة لكل رجل في مجموعة الصيد. وإذا كُللت جهودهم بالنجاح أثناء الصيد، فسيعمد الصيادون لإعداد تقدمة «قربان» من لحوم الأعضاء تُقدم لدالي في عيد الشُكر. في بعض الأعراف التقليدية، يُعمَد لتكريس قرون الحيوان لدالي بمجرد عودة الصيادين إلى قريتهم.
كان يُعتقد أن الصيادين الذين يحترمون هذه المحرمات ويُعِدُّون القرابين بطريقة سليمة، وبالتالي يجتنبون الدنس الطقسي، سيجدون دائمًا ما يكفي من الطرائد لضمان إطعام أنفسهم وعوائلهم. وعلى العكس من ذلك، إذ يمكن أن تُعاقب دالي الصيادين الذين أصبحوا نجسًا، بسبب عدم الالتزام بالمحرمات والقيود، بعدة طرق تتراوح من الفشل في العثور على طريدة وصولاً إلى الموت بالسقوط المميت. وكان من الممكن في بعض الأحيان تخفيف حدة غضب دالي بعد انتهاك ما بواسطة القرابين الملائمة، حيث ورد في إحدى القصص بأنَّه عندما قُدِّمَ الخبز المُقدس لدالي عدلت من فورها عن تدمير قرية بفيضان «نهر إنغوري [الإنجليزية]».

### الإغراء والغيرة

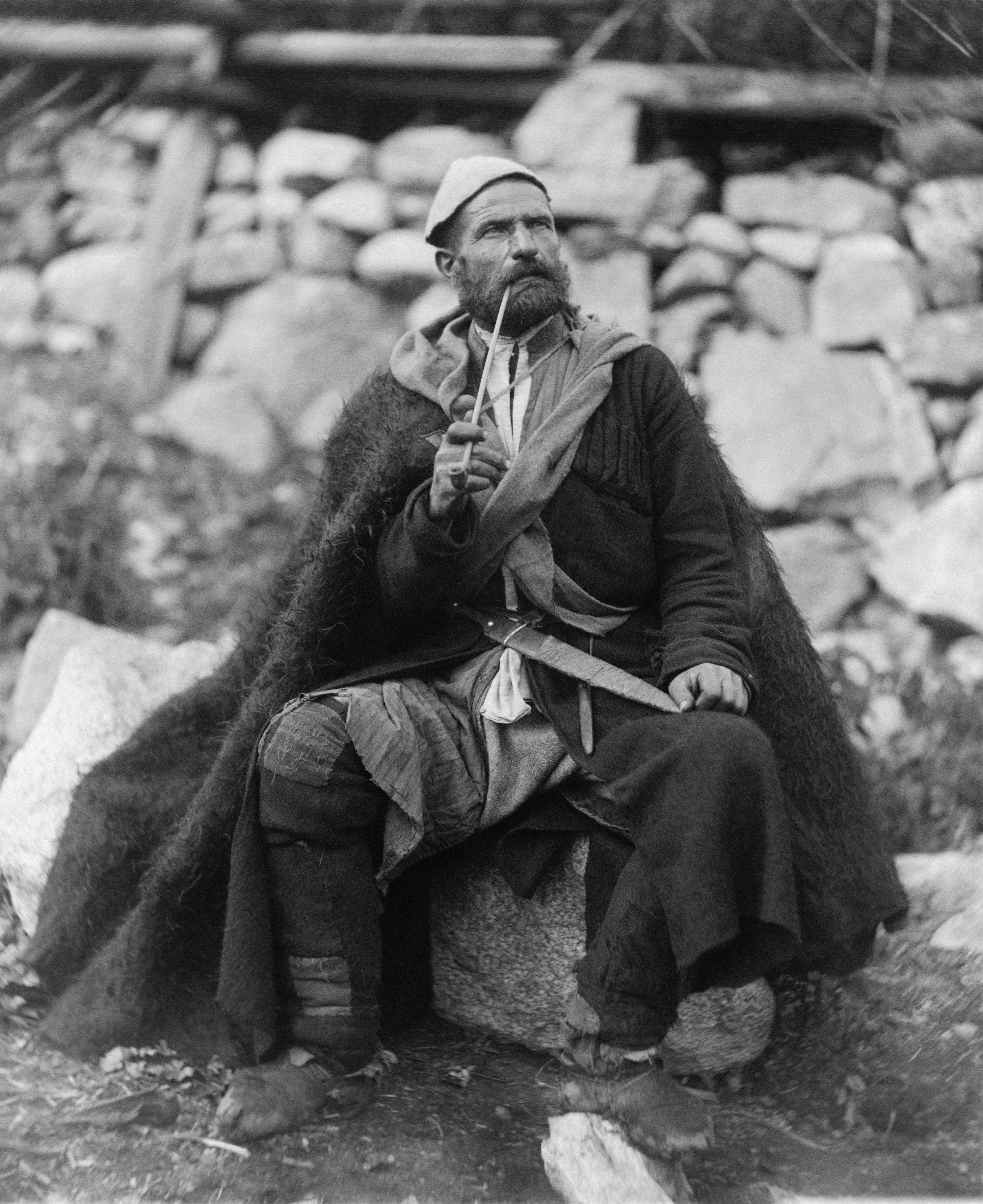
صيادٌ سفانيٌّ بالزي التقليدي.

تُصوِّر القصص التي تأتي على ذكر دالي، غالبًا، أنَّ الإلهة تتخذ لنفسها عشاقًا من البشر الصيادين، ولهذا الأمر تبعات جيدة أو سيئة تعود على الصياد. وعلى عكس ما هو متعارف بين الجنسين، فإنَّ دالي هي مَن تُبادر بضم أو تلقين الصياد للدخول في علاقة معها. وغالبًا ما كانت تقع عيناها على صيادٍ صنع لها معروفًا، على سبيل المثال، قد يكون حماها من المطاردة أو ما شابه ذلك. وكانت تمنح عشاقها أمورًا رمزية تعبيرًا عن مودتها مثل الخرز أو المجوهرات أو الأشياء الصغيرة مثل المقص، والذي كان مطلوبًا منهم إخفاؤها عن الجميع. ومن فوائد العلاقة مع دالي، أنَّ الصياد الذي أصبح عشيقًا لها سيضمن التوفيق في الصيد. وأيضًا، قد تحمي الإلهة الصياد من المهاجمين البشر وتداوي جروحه كذلك. وفي المقابل، يجب أن يمتنع الصياد عن كشف سر حظه الطيب، ومن اتخاذ أي عشيقة فانية طوال مدة العلاقة مع دالي.
كان الانخراط في علاقة غرامية مع دالي مهمة خطيرة للغاية. حيث من شأن جمالها أن يؤجج عواطف الصياد إلى درجة قريبة من الجنون، وهي حالة كانت تُدعى «مَسُّ دالي». كان الصيادون المصابون يهيمون على وجوههم في البرية دون غاية إلَّا من أمل انتظار أن تجدهم الإلهة لتداوي جروحهم. بعد اتمام العلاقة، فإن أي مظهر من مظاهر الجحود من جانب الصياد سيثير غضب الإلهة. إذ الصياد الذي يجرؤ على ذلك يمكن أن تهاجمه حيواناتها أو تغريه حتى يسقط من منحدر خطير فيموت. وكان من المعروف أن «مينغريليان» مكافئة دالي كانت تُحجِّر الصيادين الذين أساءوا إليها. وحتى لو خرج الصياد سليما من العلاقة مع الإلهة، فقد لا يتمكن من أن يتخذ عشيقة أخرى لبقية حياته؛ مخافة إغضاب الإلهة.
كان من الممكن للصياد الداهية أن يتفاوض على شروط مع دالي، مثل تحديد مدة العلاقة أو تأمين الحق في الزواج من شخص بشري في وقت لاحق. وطالما قد وُضِعَت شروط الصياد قبل بدء العلاقة، فإن دالي ستحترم هذا الاتفاق بشروطه. أكدت بعض التقاليد أن الصياد يمكنه إنهاء علاقته مع دالي بأمان من خلال إعطاء ثيابه الداخلية لضيف ذكر، والذي سيصبح محط أنظار دالي الجديد ومحرك مشاعرها، مما سيسمح للصياد الأول بالزواج دون إثارة غضب الإلهة.
لم يكن موت الصياد قادرًا على انهاء سلوك دالي الهوسي تجاه صياديها المحبوبين. إذ كانت تنزل من الجبال إلى القرى لتحزن بشكل مُرٍّ على جثث الصيادين، حتى أولئك الذين كانت مسؤولة عن وفاتهم في المقام الأول. وفي بعض القرى، كان أفراد الأسرة يحرسون الجثث المدفونة حديثًا لمنع دالي من إخراجها والنواح عندها. وكانت في حالات أخرى، تترك الأسرة جثة الصياد بمفردها في المنزل، مما يمكّن دالي من دخول الجسد والحزن عليه لفترة قصيرة.
على الرغم من عدم اعتبارها على وجه التحديد إلهة خصوبة [الإنجليزية]، هناك أساطير رئيسية تصور دالي وهي تلد. في إحداها، ترمي الإلهة طفلها بعد الولادة، فيتم إنقاذه من قبل صياد، فتقدم له دالي علاقة جنسية كمكافأة. وفي الثانية، تغوي دالي صيادًا وتحمل منه وتنجب ابنًا نصف إله يصبح بطلاً.

### أوقات التحول

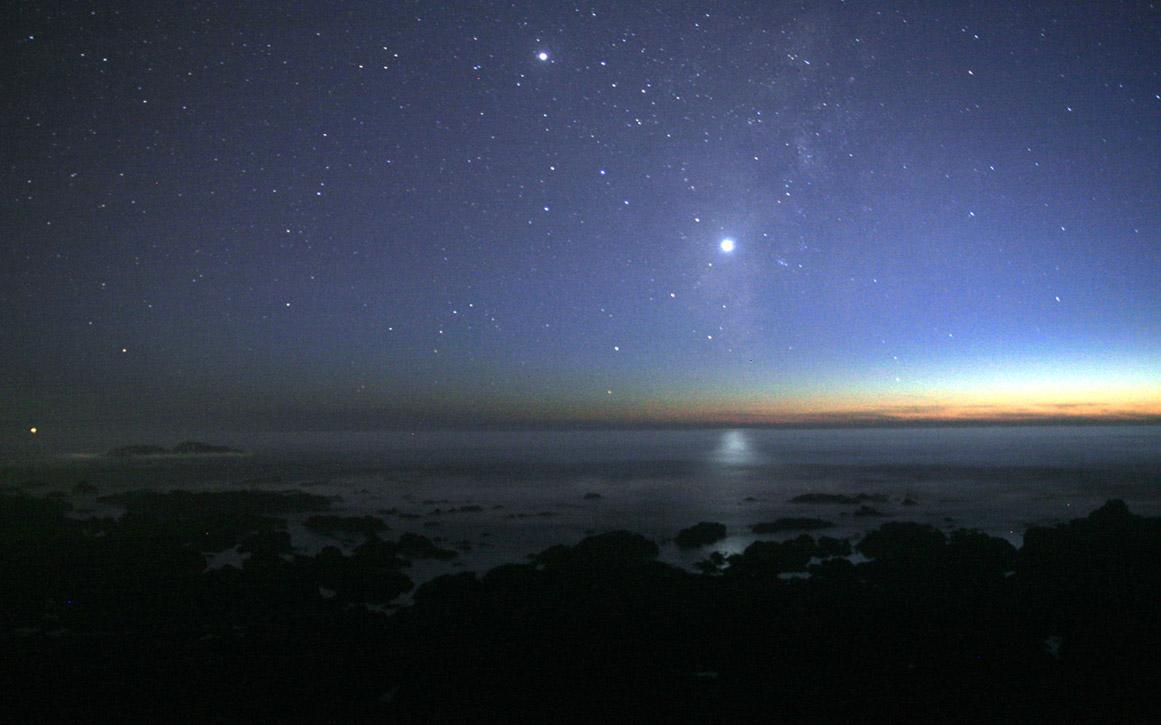
يُشار أحيانًا إلى كوكب الزهرة باسم نجمة الصباح.

على الرغم من أنَّها، في المقام الأول، إلهة صيد، إلَّا أنَّ دالي لديها ارتباطات قوية بالرموز وحالات التحول مثل الفجر، ونجمة الصباح (الزهرة)، وعشية رأس السنة الجديدة. لقد ركزت تقاليد سفان الخاصة بالصيد بشكل كبير على نجمة الصباح حيث عُلِّمَ صيادي سفان مغادرة منازلهم قبل الفجر، والوصول إلى مناطق الصيد تحت ضوئها. وكانوا بمجرد وصولهم إلى أراضي الصيد، يشعلون نارًا صغيرة ويُصَلُّون عبر نجمة الصباح إلى دالي وآلهة الصيد الأخرى مثل أبسات [الإنجليزية] (إله الطرائد الصغيرة)(د) أو القديس جرجس (راعي الصيادين). في قصة الصياد «باتكِل»، يكون أحيانًا موته على يدي دالي في اللحظة التي يظهر فيها نجم الصباح في السماء، أو في اللحظة التي يصبح فيها الليل فجرًا.
كما وقد أحتُفِل بدالي في ليلة رأس السنة الجديدة باعتبارها نقطة تحول أو انتقال سلميٍّ من العام القديم إلى العام الجديد. وخلال هذه الاحتفالات، أُشيرَ إليها بلقب «Dæl Ešxwmiš» بمعنى «دالي صاحبة ليلة رأس السنة». في هذه الليلة سيقدم كل من أرباب الأسر من الذكور والإناث قرابين من الخبز الخاص المخبوز من الحبوب المكرسة لدالي صاحبة ليلة رأس السنة الجديدة. وقد وثقت عالمة الأعراق الجورجية «فيرا باردافيلدايز» عددًا من الأشكال المختلفة لهذا الخبز المقدس من قرى مختلفة بناءً على العمل الميداني الذي أجرته في الثلاثينيات. وسيُحتفظ ببعض الأرغفة حتى الربيع، حيث تُفتت بعد ذلك وتُزرع في الأرض في مهرجان الزراعة.

## الأساطير

### العلاقة مع باتكل
كانت علاقة دالي الغرامية مع الصياد الأسطوري «باتكل أو باتغل» وملاطفته جنسيَّا تحظى بشهرة منقطعة النظير. ولأنَّ باتكل أفشى العلاقة السرية أو لأنه خان مشاعر دالي المقدسة فقد لقي حتفه من فوره وذلك أن سقط من على حافة جبلية. وُصِفَت الأسطورة في الرقصة الدائرية التقليدية من التراث السفاني والتي تُدعى «بيل باتكل» و«بِتكن كَتسا» و«بِتكاني». كانت هذه الرقصات تؤدى في منطقة «راشا» في غرب جورجيا كل عام في يوم ثالث أحد يأتي بعد عيد الفصح وذلك في أسفل المنحدر الذي يُعتقد أن باتكل قد لقي حتفه عنده. الموقع الدقيق غير مُحدد بدقة كافية، حيث يُشير توت إلى تواجده في بلديتي سفانتي الحرة [الإنجليزية] في «مولاخي وموزالي»، في حين أن الفلكلورية «آنا شودري» حددته في قرية «غَبِي [الإنجليزية]». لقد ارتبط الأداء السنوي لهذه الرقصات بطقوس تتغيَّا استنزال المطر.
تبتدئ القصة بأن تعمد دالي إلى اختيار وملاحقة باتكل. فتهب له رمزًا يُعبر عن محبتها وميلها إليه (فسر توت أن هذا الرمز قد يكون مثل «خَرَزَة أو خاتم أو حلية سحرية»)، وأوصته بألَّا يلمس امرأة بشرية قط حتَّى زوجته. حفظ باتكل العهد ولم ينقضه، لمدة من الزمن، الأمر الذي عاد عليه بوفرة في الصيد. ولكن في نهاية المطاف، لم يستطع المضي قُدمًا في حفظ ذلك العهد فنقضه بأن جامع امرأة فانية - غالبا، زوجته، وعلى الأرجح شقيقة زوجته - وقد عمدت هذه المرأة لسرقة ذلك الرمز المعبر عن محبة الإلهة الذي كان بحوزته. وفي فورة غضب، حوَّلت دالي نفسها إلى أيل أبيضٍ أو شامواه وراحت تُغري باتكل، اللامبالي بما فعل، لتستدرجه فيلاحقها إلى قمة جبلها، ففعل. وعلى حين غرة، انسد الطريق، انهار، أو أخذ يتفتت أو يذوب من خلفه ما أجبره على التقدم حتى وصل إلى قمة الجبل شديدة الانحدار. وهناك، عادت دالي لشكلها البشري، وواجهت، بغضب، باتكل بخيانته ونقضه العهد وإضاعته رمزها. وهنا، بدأت الأرض تحت قدمي باتكل بالتصدع والانهيار بشكل كامل فتركته متشبثا بيد واحدة وقدم واحدة. وفجأة، اختفت دالي تاركة باتكل أمام خيارين كلاهما يؤدي إلى الموت المحتم. وفي بعض الروايات، قبل وفاته، يطلب باتكل من عائلته أن تحزن عليه بطرق مختلفة، ويأسف لأن عشيقته الفانية سمحت له بالخروج للصيد وهو على «نجاسة» أو غير طاهر.
هناك بعض التفاصيل الطفيفة في نسخ أخرى من قصة باتكل تحكي بأنَّه أثناء صعود باتكل الجبل كان يلازمه الكلب الأسطوري قورشا.(هـ) في هذه النسخة من القصة، يعلق باتكل في أعلى الجبل لعدة أيام حتى ينفد الطعام الذي معه نهائيا. وهنا، يُصر الكلب قورشا على أن يقوم باتكل بقتله ويتغذى على لحمه لينجو. وفي بعض النسخ أنه يفعل ما أصر عليه الكلب الأسطوري. وفي أخرى، يقوم بقتل كلب الصيد لكنَّ نفسه لم تطاوعه لأكله. وأخيراً، وفي نسخ أخرى، يرسل باتكل الكلب «قورشا» إلى قريته لطلب المساعدة بدلا من قتله. وبالفعل، أتى أهل قريته وقدموا له يد العون بأن رموا حبالا له، لكنَّ جبل دالي أخذ يتطاول حتى ما عادت الحبال تجدي نفعًا لتنقذ باتكل. ومرة أخرى، أُسقط باتكل في يد الموت.

### المنغور الأبيض
صيَّادٌ آخر يُعرف باسم «المنغور أو المنجور الأبيض» كان له لقاءً استثنائيَّا مع دالي والذي سار بشكل جيد. تصف، نسخة واحدة من القصة والتي دونها بعض الباحثين الأكاديميين ونشرت لأول مرة في عام 1939- المنغور الأبيض بأنَّه صيادٌ موفقٌ ذائع الصيت. ففي ذات ليلة اتخذ المنغور مأوًا له في كهفٍ خال. حتَّى جاءت دالي للكهف، وطالبته بأنْ يبين لها سبب وجوده في كهفها. وأوضح المنغور ذلك بأنَّ الليل قد أدركه ولم يكن أمامه من خيار إلَّا أن يحتمي بهذا الكهف. فقالت دالي أنَّه لو كان رجل غيره حل محله لكان قد لقي ما لا يسره. وأردفت أنَّه ليس من اللائق أن تؤذي رجلًا مثل المنغور. وعوضًا عن ذلك، عرضت نفسها عليه. لمدة قصيرة تمنَّع مبينًا أنَّ له زوجة وطفلا لكنه سرعان ما تراخى وحظي الاثنان بعلاقة حميمة. بعد ذلك، أخبرته أنَّها ستوفر له الكثير من الطرائد، وأنَّه إذا ما واجهته المصاعب فكل ما عليه هو أن يُنادي باسمها وهي ستخلصه منها. وفي الصباح، غادر المنغور الأبيض كهف دالي لكنَّه سرعان ما تواجه مع بعض الأعداء. وقد قتل تسعة من الأعداء لكنه أصيب بتسعة إصابات بالمقابل. وطلبًا لمساعدتها، نادى المنغور على دالي، فهبَّت الإلهة من وراء الصخور لنجدته وذبحت أعداءه بغصن من شجرة الدردار. وقامت بشفاء جروحه بلمسة منها وأعادته سالمًا إلى منزله.

### الولادة على القرناس
| سأعطيه ثلاثة خيارات: سأعطيه عنزة جبلية يوميَّاً إن شاء؛ وإن لم يُردها، فسأقدم تسعة معزات جبلية قوقازية في سبتمبر، وإن لم يردها، فسوف يُجامعني. الصياد: أنا لا أجرؤ على ممارسة الحب معك، أعطني تسعة "معزات جبلية قوقازية"! |
| —من قصيدة "دالي تلد على القرناس" في أساطير القوقاز |

تناقل السفانيون قصة ولادة دالي على القِرناس(و) (أو بضم القاف) كأُغنيةٍ تصاحبها رقصة دائرية تراثية تُدعى (بالجورجية: Dælil k'ojas khelghwazhale) وترجمتها تعني «دالي تَلِدُ على القِرناس». وقد أشار التحليل اللغوي الذي أيدته الاكتشافات الآثارية إلى أن الأغنية ذات أصل قديم.
الأغنية تبدأ بذكر صيادٍ يُدعى «مَبسَي أو مَبيسَا» الذي سمع الإلهة تصرخُ من شدة ألم الولادة. بعد الولادة مباشرة ألقت دالي الرضيع أسفل الجبل حيث كان هناك ذئب ينتظر، فسارع لأخذ الرضيع. لكنَّ الصياد كان له بالمرصاد فأطلق عليه النار وقام بأخذ الرضيع عائدًا به إلى الجبل فسلمه لدالي. ومن أجل ذلك، عرضت دالي على الصياد خيارين كمكافئة له، الأول أنها سوف تهدي له شتى أنواع الطرائد الحيوانية، أو أن يصبح عشيقها. رفض الصياد على توجس خيار العلاقة الجنسية وسألها الوفرة في الصيد بدلا عن ذلك. في وقت لاحق، حاول إطلاق النار على وعل بقرون ذهبية، دون أن يدرك أنها الإلهة نفسها. فارتدت رصاصته من على قرني الوعل وأصابته، مما أدى إلى مقتله. لم تأتِ القصة على ذكر اسم والد الطفل أو مصير الطفل أبدًا.

### أميراني

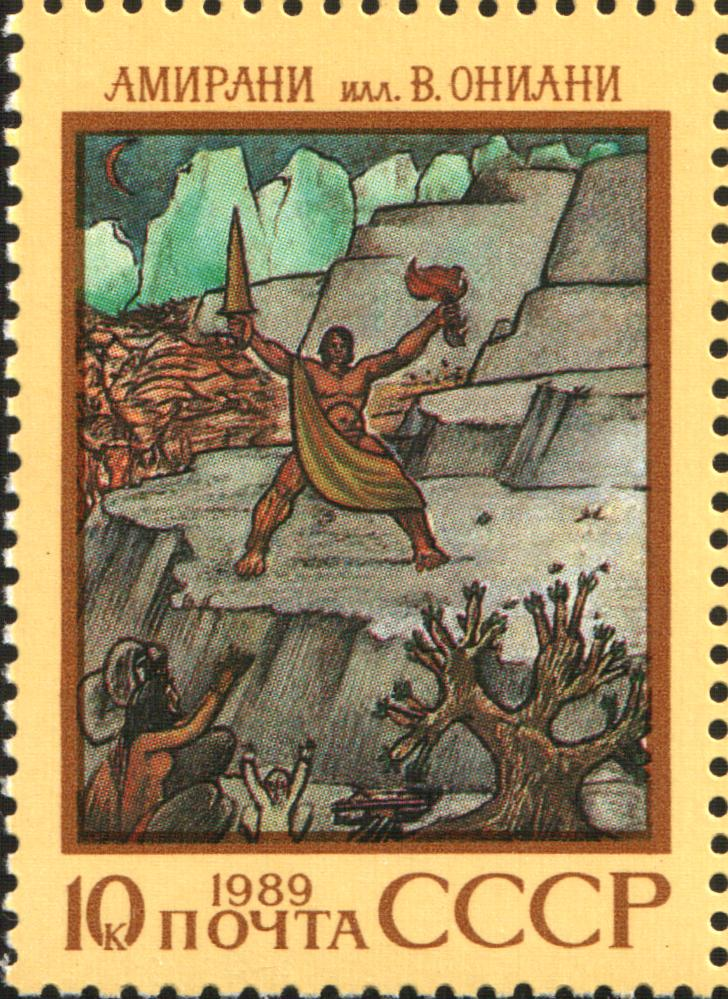
أميراني مُصور على طابع بريدي من حقبة الاتحاد السوفيتي من عام 1989

وأمَّا القصة الثانية من قصص الولادة الخاصة بدالي فكانت متضمنة المزيد من الاختلافات السردية، ومع ذلك فهي تصف، بشكل عام، أسطورة حمل وولادة البطل الثقافي أميراني. حيث ورد في النسخة الأشهر من الأسطورة أنَّ صيَّادًا عثر على دالي في الجبال، فتتخذه لنفسها عشيقًا. وبعد عدة أيام معًا، تُكتشف العلاقة بينهما من قبل زوجته الناقمة، والتي قامت بقص شعر دالي الذهبي أو تقييدها به. ونتيجة لذلك، فقد أُجبِرت دالي على الرحيل عن هذا العالم فجأة. (في بعض النسخ الأخرى من القصة، يُروى أنَّ قطع شعر دالي يؤدي إلى موتها دون ريب.) وعلى ذلك، فإذا قُتِلت دالي فإنَّ حملها يُكتشف بعد موتها. وإذا كانت قد نُفيت، ببساطة، فإنها تعمد إلى الإعلان بأنها حامل قبل هجرها العالم. وعلى أية حال، فإنَّ دالي تُخبر بأنَّ مولودها سيكون بطلًا قويَّا، ولكن ليس بتلك القوة التي كان سيكون عليها لو لم يولد قبل أوانه. وفي كلتا الحالتين، فإنَّ عشيقها يقوم بانتزاع الجنين من رحمها على مضض. ويرد في بعض الروايات أنَّ الجنين يُولد قبل أوانه ولذلك فيجب وضعه في بطن ثورٍ (أو رحم بقرةٍ أو كليهما)؛ ليُكمل فترة نموه. وفي نهاية المطاف، يوضع الرضيع بجانب نبعٍ حيث يعثر عليه إمَّا الإله الآب أو القديس جرجس المسيحي فيقوم بتعميده باسم «أميراني».
وفي نسخة أخرى من قصة ولادة أميراني يُروى أنَّ صيادًا فانيًا يقطع جدائل دالي أثناء نومها ويقوم باغتصابها الأمر الذي يؤدي إلى حملها. وفيما بعد، يسمع صياد عجوز اسمه «سولكالماخي»(ز) نحيب دالي الشديد الصادر من على القرناس فيقوم بالتسلق متجها نحوها. وحين وصوله، تخبره دالي بأنها تحتضر، وترجوه أن يحرر الجنين حتى لا يلقى حتفه معها. وتخبره أن يسميه أميراني وأن يعتني به وكأنه طفله.
على الرغم من أن أميراني يصور بشكل عام على أنه ابن دالي، إلا أن هناك قصة من منطقة غوريا تسمى «دالي وأميراني» تحاول فيها دالي، الساخطة من إساءة غير محددة، خداع أميراني الشاب. تروي القصة أنَّه بينما كان أميراني يتجول في الجبال مع كلبه يرى توهجًا ويبدأ في ملاحقته على المنحدرات، فيكتشف في نهاية المطاف أن التوهج هو شعر دالي. تستدرج دالي أميراني إلى قمة الجبل بالقول إنها كانت تتطلع لمقابلته. فيقوم كلبه بتحذيره من نواياها السيئة، لكن أميراني يتجاهل نصيحة الكلب ويصعد لمقابلتها. وعندما وصل إلى قمة الجبل، تختفي دالي ويجد أميراني نفسه متدليا بجانب الصخور متعلقا بشعرها. وعندما رأى الكلب أنه غير قادر على مساعدته حث طيرًا على نتف الشعر. ولأن الطائر حرر أميراني سرعان ما تعود دالي للظهور فتقوم بلعن الطائر ونوعه ليكون ضعيفا وبلا فائدة. وهناك اختلاف واحد على هذه القصة وهو أنَّ دالي تشنق صيادًا لم يذكر اسمه أعلى الجبل قام بسرقة شعرة منها ليوتر قوسه بها.

### القديس جرجس

القديس جرجس على شعار النبالة الجورجي السابق

وصفت الأساطير السفانية، لاحقًا، دالي وهي تُجابه القديس جرجس.(ب) وفي الأساطير الجورجية، يُنظر إلى القديس جرجس على أنه إله وظيفته الأساسية هي حماية «الرجال الذين يستثمرون العالم خارج قراهم لصالح المجتمع»، مثل الرعاة ومربي النحل والأهم من ذلك الصيادين. وفي الأغنية السفانية ذات الرقصة الدائرية المسماة «موندير تشورلا» (الصياد تشورلا)، وهي نسخة متأخرة من قصة باتكِل، تصور صدامًا كبيرًا يحدث بين دالي والقديس جرجس. في الأغنية يرد بأنَّ صيادًا يدعى «تشورلا» يقتل عددًا من الوعول أكثر من حاجته، على الرغم من علمه أن هذا سيغضب الإلهة، فتقوم دالي بمعاقبة تشورلا على جشعه بربطه على منحدر خطير، فيرسل تشورلا كلبه طلبًا للمساعدة، وبعد حين، يعود الكلب رفقة القديس جرجس، الذي يتدخل لصالح تشورلا كمكافأة على إيمانه بيسوع المسيح. فيهدد القديس جرجس بأنه سيقوم بتدنيس الجبال أو تدميرها بالعواصف والإنهيارات الأرضية ما لم تطلق دالي تشورلا، وهو ما تفعله. وعلاوة على ذلك، فإنه يضع تشورلا تحت حمايته ويؤكد له أنه يستطيع الصيد بلا قيد أو شرط في المستقبل.
في نسخ أخرى عن نفس القصة هذه، مثل الرقصتان الشعبيتان السفانيتان «غِفِرغِل وكالا»، يُوصف الصياد وهو يُعذب على يد مجموعة من الأرواح، يُشار إليها مجتمعة باسم «الداليات»، عِوضًا عن التسمية المفردة (دالي). ففي الرقصة الشعبية كالا، تطلق الداليات، صراحة، على القديس جورج لقب «سيدهنَّ» وذلك عندما هدد بتدمير أراضيهنَّ. وقد وجد «توت» في الأساطير الأوسيتية نفس هذا التمثيل الجماعي للأرواح ومشابهًا له، بالإضافة إلى وجود شخصيتين مماثلتين للقديس جرجس، واحد منهما يحمل نفس الاسم والآخر اسمه القديس إيليا. وأيضًا، كانت مجموعة الأرواح هناك لها سمات تشبه سمات القديسين وتسمت باسميهما. في المقابل، وجدت «فيرسلادزي» أن التحول من الإلهة المتفردة إلى مجموعة من الأرواح هو تأكيد على أن دالي قد أنزلت إلى دور ثانوي في أساطير الصيد السفانية.

### آلهة مرتبطة
لم تكن دالي إلهة الصيد الوحيدة التي بجَّلها السفانيون، إذ أنَّها وُصِفَت وهي تتعاون، أحيانًا، مع آخرين. حيث أنَّ الباحث الفرنسي الجورجي في الثقافة القوقازية «جورج تشراشيدزي» قد كتب مُشيرًا إلى أنَّ دالي تعاونت مع ثلاثة آلهة أخرى في غابات سفانيتي لمساعدة سيد الجبل الأجرد، «بير شيشفليش». هذه الآلهة تُسمى «أبسات»(د)، وهم: إله الطرائد الصغيرة كالسمك والطيور، و«شيكيسك أنغيلويز» ملاك الغابة، الذي حكم حيوانات الغابة مثل الثعالب والدببة، والقديس جرجس، الذي كان حامي الذئاب والصيادين. واعتقد «ميخائيل تشيكوفاني» أن كثرة الآلهة هذا ما هو إلَّا تمثيل على تطورٍ لاحق طرأ على الأسطورة الأمومية الأصلية، حيث إنَّ دالي كانت سيدة جميع البهائم. ورأى أنَّ «بير شيشفليش» على وجه الخصوص ما هو إلَّا بديل لا يرقى لما تتمتع به دالي من خصوصية.
نظرت بعض المجموعات في شرق جورجيا إلى أبسات ودالي على أنهما شقيقان حيث أخذ كلٌّ منهما دورًا في حماية قطعان البهائم البرية. عندما كان أبسات مسؤولًا عن الحيوانات، قيل إن الصيادين حظوا بفترة صيد ميسورة، ولكن عندما تولت دالي السيطرة، راقبت الحيوانات عن كثب، الأمر الذي جعل الصيد أمرًا بالغ الصعوبة بالنسبة للصيادين. وقد أشادت الرقصة السفانية الدائرية «مِتخفار ماري» بدالي وأبسات على حدٍّ سواء لتوليهما هذين الدورين. وفي بعض الحالات، يُصوَّر أبسات على أنه زوج أو ابن دالي، أو حتى والدها، ولكن ليس شقيقها. يرى «توت» أنَّ هذا التقسيم للأدوار بين الإلهين كان نتيجة لتكييف أبسات في نظام اعتقادي كان موجودًا والذي برزت فيه شخصية أنثوية تعد الراعي الأساسي للحيوانات الطريدة.
وهناك إلهُ صيدٍ جورجيّ آخرَ يُدعى «أوشوبينتر»(ح) غالبًا ما يُذكر بالتوازي مع دالي. حيث أوردت بعض المصادر بأنَّهما عمِلا معًا لرعي الحيوانات وحمايتها من الصيادين. وخلافًا لذلك، فإنَّ فيرسلادزي تورد بأنَّ «الكسرونيين» في منطقة «كسراتي» كانوا يرون بأنَّ «أوشوبينتر» الذكر على أنَّه إلهُ الصيدِ الرئيسي. وكانت لديهم شخصية تسمى «امرأة الغابة»، وهي حامية للغزلان لم يكشف عن اسمها، لكنها عوملت على أنها شخصية ثانوية من حيث المقارنة.
تشير بعض المصادر إلى أن دالي كانت ترافقها كلاب الصيد، وأحيانًا وعلى وجه التحديد كلب الصيد ذو الأذن السوداء العجائبي قورشا. ومع ذلك، فإن قورشا ليس دائم الحضور في قصص دالي ولا يعتبر شخصية لا غنى عنها فيها. إذ إنَّه يُصوَّر بشكل أكثر شيوعًا وهو يرافق الصيادين الذكور، بما في ذلك ابنها أميراني، وكذلك الصياد باتكل.

### تصور ما بعد التنصير
إبَّان اكتساب المسيحية المزيد من الظهور والانتشار في جورجيا، وذلك مع بدء وصولها في القرن الثالث، طال المعتقدات البدائية الكثير من التحريف والتلفيق [الإنجليزية] لكي تتناسب مع الإيديولوجية المسيحية. حيث بدأت أدوار ومهام دالي بوصفها القيِّمة على الصيد تتحول إلى القديس جرجس، كما في قصة الصياد تشورلا. واعتبرت عالمة الموسيقى العرقية «ماكا كارزياني» انتصار القديس جرجس على دالي في قصة تشورلا انتصارًا رمزيًّا يدلُّ على تهافت وضعف المعتقدات البدائية أمام التأثير المسيحي. وأشار «ديفيد هانت» إلى أنَّ القصة التي تُحاول فيها دالي خنق أميراني تعكس رفضًا مسيحيًا للإلهة الأنثى، التي تحولت إلى شخصيَّةٍ خبيثةٍ و«شبيهة بالساحرات».

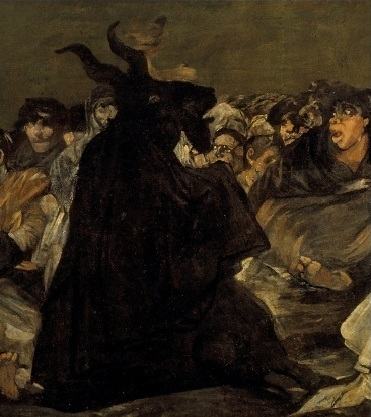
تفاصيل من يوم سبت الساحرات، لوحة من القرن التاسع عشر لفرانثيسكو غويا تصور الشيطان على شكل ماعز.

انعكس فقدان دالي لمكانتها وسلطتها في عهد المسيحية على الممارسات الشعبية المُحرَّفة. فما كان يُقدَّم لدالي من صلواتٍ وأضحيات بات يُقدَّم للقديس جرجس. وفي قرية «تسخيتا» في مقاطعة ليخومي [الإنجليزية] التاريخية، أخذ الصيادون الذين يتواجهون مع «امرأة الغابة» بالتلفظ باسم القديس جرجس في وجهها؛ لصرفها وطردها، ولتوكيد سيادة القديس جرجس عليها.
كتبت فيرسلادزي أنَّه مع بدء ظهور وهيمنة القديس جرجس وتهميش دالي من المشهد، أصبحت الإلهة ترتبط شيئا فشيئا بالأرواح الشريرة والتصور الشيطاني. حيث أخذت شخصيتها تندمج مع نوع شرير من الأرواح يُدعى «الآل». احتفظ الآل بالصلة التي كانت لدالي مع الصيادين والجُروف الشاهقة، ولكن جمال دالي الساحر، وخاصة شعرها المُتوهج، تحول إلى قبح وفظاعة مُرعبة. وقد وصفتها تميمة لحماية المسافرين خاصة بالآل على أنَّها ذات ملامح مشوهة، وأطراف منعكسة، وهيئة مروعة، و«شعر تقشعر له الأبدان، مُلطَّخ بالدماء». وشُدِّدَ على جوانبها الشريرة بصورة توكيدية، وحُطَّ من شأن رعايتها وحمايتها للصيادين. وقد استخدمت حيوانات دالي المفضلة، مثل الماعز البري والشامواه التي غالبًا ما اتخذت شكليهما، في التصور المسيحي لتمثيل الشيطان، وهو كيان شرير يُعارض الرب. وإنَّ هذه النسخة المبتذلة من دالي تُصوَّر أحيانًا على أنَّها في تواشج مع العفاريت.
رأى كلٌّ من «فيرسلادزي وهانت» أنَّ هذه التغييرات التي فُرِضَت على أسطورة دالي ما هي إلَّا نتيجة لتحريفات الكنيسة المسيحية على المعتقدات البدائية القائمة؛ في محاولة لإنشاء صلة بينها وبين الشر للتشويش عليها وتشويهها. ووفقًا لفيرسلادزي، إنَّ هذه المعالجة التحريفية لم تُؤتِ ثمارها، واستمر الاعتقاد بدالي جنبًا إلى جنب مع المسيحية، لا سيَّما في المناطق الجبلية النائية حيث كان تأثير المسيحية هناك ضعيف. وتروي فيرسلادزي مقابلتها لرجل مسنٍّ قابلته خلال بحثها في منتصف القرن العشرين قال لها إنّ دالي إلهة وروح معذبة، مشيرًا إلى أنَّ كلا النسختين من الأسطورة لاتزالان موجودتان في العصر الحديث.

## مُشابهون أسطوريون
ناقش أكثر من مؤلفٍ أوجه الشبه المُهمَّة بين دالي وشخصيات أسطورية أخرى من ثقافات أخرى تمتلك أدوارًا وارتباطات مماثلة. وقد ظهرت الشخصيات المُكافئة لدالي في ميثولوجيات العديد من المجموعات القوقازية. وهناك أيضًا انتشار لمقارنات علميَّة أجريت بين شخصيات من الأساطير اليونانية وأخرى جورجية، وقد جادل البعض بأنَّ هذه التشابهات بين الشخصيات من كلي الثقافتين هي نتيجة للتواصل «التثاقف» المُستمر بين شعوب اليونان الغابرة وجورجيا القديمة. وقد قارنت أعمال أخرى دالي بآلهة الشرق الأدنى، من حيث أنَّها تتقاسم معها موضوعات متكررة من ضمنها الارتباطات بالفجر والأخلاء من البشر. وأخيرًا، اُقْتُرِحَ أيضًا أنَّ دالي تُمثِّلُ طرازًا باقٍ من نموذجٍ بدئيٍّ أسطوريٍّ خاص يعود لأوروبا الغربية وهو نموذج سيدة الصيد أو البهائم، والذي أصبح مُبْدَلًا بأخر أو مُحرَّفًا في أماكن أخرى.

### مُكافئون قوقازيون

منطقة سفانيتي التاريخية مضافة إلى الخريطة الحديثة لجورجيا

كانت دالي مهمَّة للسفانيين لدرجة كونها الشخصية الأسطورية الأوسع شهرة. كان لدى شعوب قوقازية أخرى أساطير وصفت آلهة متشابهة إلى حد كبير مع دالي والتي يمكن اعتبارها تقريبًا مكافئة لها، مع فوارق إقليمية طفيفة. كان شعب مينغريليا في منطقة ساميغريلو التاريخية، جنوب سفانيتي، يوقرون إلهة الصيد ذات الشعر الذهبي المدعوة «تكاشي مابا»، والتي يرى العلماء أنها مكافئة لدالي بسبب تلاقي وتداخل أدوارهما وارتباطاتهما الأسطورية. حيث كلتاهما عاشتا في البرية، وحولتا شكليهما إلى حيوانات، واتخذتا عشاقًا بشريين، وكانتا تشعران بالغيرة على نحوٍ خطِر. وقد اقترح توت، بالاعتماد على عمل تشيكوفاني من عام 1972، أن الإلهة ذات الشعر الذهبي «سمديماري [الإنجليزية]» («لابسة العقد أو المُقلَّدة») من شمال شرق جورجيا لعبت دورًا مماثلاً بل وحتى مكافئًا لدالي، على الرغم من أنها لم تكن صراحة إلهة صيد. وكلتاهما كانتا من الشخصيات التي تُغري الآخرين ومُرتبطتان بالوظائف الداخليَّة واللتان انتقلتا للسكن في أماكن يصعب الوصول إليها أو تلك التي تصنف بأنها غير حضارية. وقد أدت كلّ منهما دور الند والنظير الأنثوي للنسخة المحلية الخاصة بالقديس جرجس.
غالبًا ما كان لدى الثقافات القوقازية التي كانت تُوقِّر وتُقدِّسُ إلهًا ذكرًا للصيد قصصًا عن شخصية تشغل وظيفة مشابهة لوظيفة دالي بصفتها «رئيسة الحيوانات»، لكنها لم تُعتبر إلهة. هذه الشخصية معروفة، في عدة أمكان، على أنَّها «امرأة الغابة» أو لقب وصفي مشابه له. لكنَّ فيرسلادزي رأت بشكل أساسي أنَّ هذه الشخصيَّة هي دالي نفسها. وأمَّا الخفسوريون، الذين قدَّسوا الذَّكَر «أوشوبينتر»، فقد اِحتفظوا بفكرة «حامية الجروف الصغيرة» مُتداولة. وكان عند الأوسيتيين شخصية «اِمرأة الغابة» أيضًا، كما وإنَّ إله الصيد الرئيسي بالنسبة لهم هو «آفساتي»(د). وكان لدى القوموق القوقازيين الشماليين وسكان منطقتي ليخومي وغوريا موروث امرأة الغابات عوضًا عن الموروث الراسخ الذي يخص إلهة الصيد. وأمَّا الأوَارِيون في شمال القوقاز فلديهم قصص عن «حسناء الغابة» ذات الشعر الذهبي الذي هو مثل شعر دالي. وقد قُدِّمَت الفكرة العامة مُتكرِّرَة الظهور «اِمرَأة الغابة» (ونادِرًا «رجل الغابة») كدليلٍ مُحتمَلٍ يُثبت وجود أساطير القوقاز المُشتركة كلها قبل مجيء المسيحية والإسلام إلى القوقاز.
«اِمرأةُ الغابةِ» هي فكرة وموضوع متكرر الظهور في ملحمة نارت، وهي مجموعة سائبة -غير منتظمة في مجلد واحد- من القصص من شمال القوقاز والتي تُدعِّم الكثير من أساطير المنطقة. ولدى الديغوريون، وهم مجموعة فرعيَّة (عشيرة) أوسيتيَّة، قصَّة تدور حول ساحرة مربِّية للغزلان اِتَّسَمت بسماتٍ مشابهة لدالي. ومثل دالي، فهي تفضل ظبية بيضاء وتستخدم شعرها لربط الصيادين الذين يُسيئون إليها، ولكن، خلافًا لمعظم قصص دالي، فإنَّ هذه الساحرة تُقهَرُ على يد الصيادين في نهاية المطاف. وتنطوي قصص ملحمة نارت الأخرى على إلهاتٍ أو نساء سِحْريَّات، ومثل دالي، يتحوَّلنَ إلى شكل أيل، ولديهن بشرة مُشرقة، ويتَّخذنَ الصيادين عُشَّاقًا. ولاحظ توت أيضًا أنَّ «دِزِيراسّاي [الإنجليزية]»، وهي روح مائية من ملحمة نارت، تحمل أوجه تشابه مع دالي، حيث كان لديها شعر ذهبي ويمكن أن تغير شكلها إلى سمكة أو أيل. واستشهد بالعالم اللغوي جون كولاروسو [الإنجليزية]، الذي اقترح أنه قد يكون هناك رابط بين اسميهما من حيث المقطع اللفظي الأولي، مع تغيُّر أصاب الصوت اللغوي بسبب الترجمة إلى الشركسية.

### الأساطير اليونانيَّة

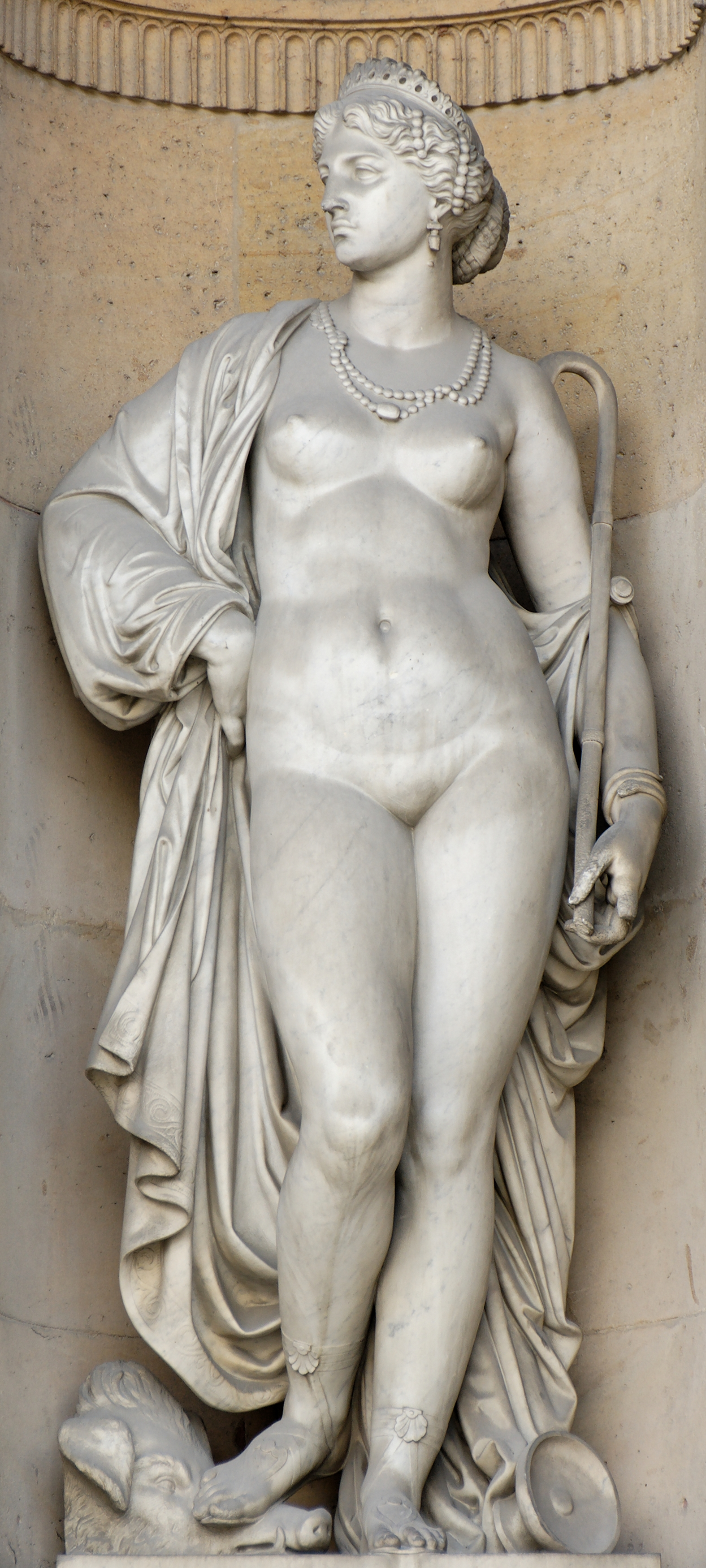
منحوتة لـ«سِرس» (1860)، من نَحْتِ النحَّات الفرنسي تشارلز جومري

وضع توت «دالي»، بصفتها والدة أميراني، موضع مقارنة مع الحوريَّة اليونانية «ثَتيس»، والدة البطل آخيل، حيث لاحظ أوجه تشابه بينهما. إذ كلتاهما اتخذت لنفسها عشيقًا بشريَّاً وولدت ابنًا يُعتبر نصف إله. كان مُقدَّرًا لابنيهما أن يغدوا مُحاربين يمتلكان قوَّة عظيمة، والتي ربَّما تكون كافية لتجعلهما يتحديان الإله الذي ابتدع ما تعلَّق بهما من أساطير. ولكنَّهُما، وعلى الرغم من القوَّة المهيبة لأقصى حدٍّ، لم يُكتب لهما بلوغ كامل إمكاناتهما، وكلاهُما قد هُزم في نهاية المطاف. يرى توت أنَّ التشابه بين الأُسطورتين يَدُلُّ على حدوث اتصالٍ في عصر ما قبل التاريخ بين الشعوب اليونانيَّة والقوقازيَّة القديمة.
وقد بحث العالِم الكلاسيكي «إغبرت باكر [الإنجليزية]» مسألة دالي بصفتها مماثلة للساحرة-الإلهة «سِرس» المذكورة في أوديسة هوميروس، مُسلطًا بذلك الضوء على جوانبٍ تتشاركانها، وهي: «حماية الحيوانات، الاستغلال الجنسي، الارتباطات بالفجر ورأس السنة»، بالإضافة إلى «ذَكَرٍ إلهيٍّ يظهر بصفته نِدًّا وغَرِيمًا». واستطرد مُشيرًا إلى أنَّ أوجه التشابه بينهما تدًلُّ على حصول تبادل ثقافي بين الجورجيين واليونانيين، مُلاحظًا أنَّ موطن السفانيين قريب من مملكة كولخيس الجورجية القديمة، وهي منطقة تربطها علاقات تجارية وثيقة باليونان.
وكانت قد لاحَظتْ بعضُ المصادرِ وجودَ تشابُهٍ بين دالي والإلهة الإغريقيَّة «أرتميس»، حيث إنَّها كانت أيضًا إلهة للصيد وراعية للحيوانات البريَّة، وخلافًا لدالي المُمَاجِن، كانت مُتحشِّمَةً ومُتحفِّظَةً وشديدةَ الحياءِ والنفورِ من الأمورِ المُتعلقةِ بالجنس. وكلتاهما ارتبطتا بالانتقالات والتُّخُوم أي الأماكن النائية، وخاصة، بين الحضارة والبرية.

### إلهات الشرق الأدنى
رأت المُؤلفة الجورجية «دمنا شنغيلايا» في الأربعينيات، أنَّ دالي مُكافئة للإلهة البابليَّة «عشتار»، كما وقامت بتمييز وتحديد ثيمات كفاح «الأُموميَّة» ضدَّ القيم «الأبويَّة» الذي ألقى بظلاله على قصتيهما.
توصَّلت فيرسلادزي إلى أنَّ هُناك أوجه تشابه بين دالي والعديد من إلهات الشرق الأدنى ذات الصلة تشمل كل من الإلهة عشتار، والإلهة الفريجية كوبيلي، والفينيقية عشتروت، والقرطاجية تانيت، مشيرة إلى أنَّ كلَّ هذه الإلهات تربطهنَّ علاقة مع عشيق فانٍ ضمن حلقة قصة ترمز إلى الانتقال الربيعي والولادة الدوريَّة للطبيعة. وشدَّدت، بنحو خاصّ، على أوجهِ التَّشابُه بين دالي وعشتار، وذلك من حيث: السيادة المُطلقة على الحيوانات، والارتباط بالفجر، والعِدائيَّة الجنسيَّة التي يخشاها الرجال. واقترحت إمكانيَّة أنْ تكون الأساطير المحيطة بدالي تمثل شكلًا محفوظًا من «دورةٍ قديمةٍ جدًا من التقاليد والأغاني حول العلاقات التَّبادُليَّة بين المُتسيِّدة أو الراعية أو الملكة على الحيوانات والغابات والجُرُوف والأمواه، وشابٍّ بشريّ.». ووفقًا لفيرسلادزي، فإن هذه الفكرة الأسطوريَّة المُهيمنة والمُتكررة هي جزء من نظامٍ اعتقاديٍّ أُموميٍّ يُوقِّرُ ويُقدِّسُ الطبيعة والإلهة الأم الواهبة للحياة، والتي حلت محلها الأيديولوجية الأبوية لاحقًا.

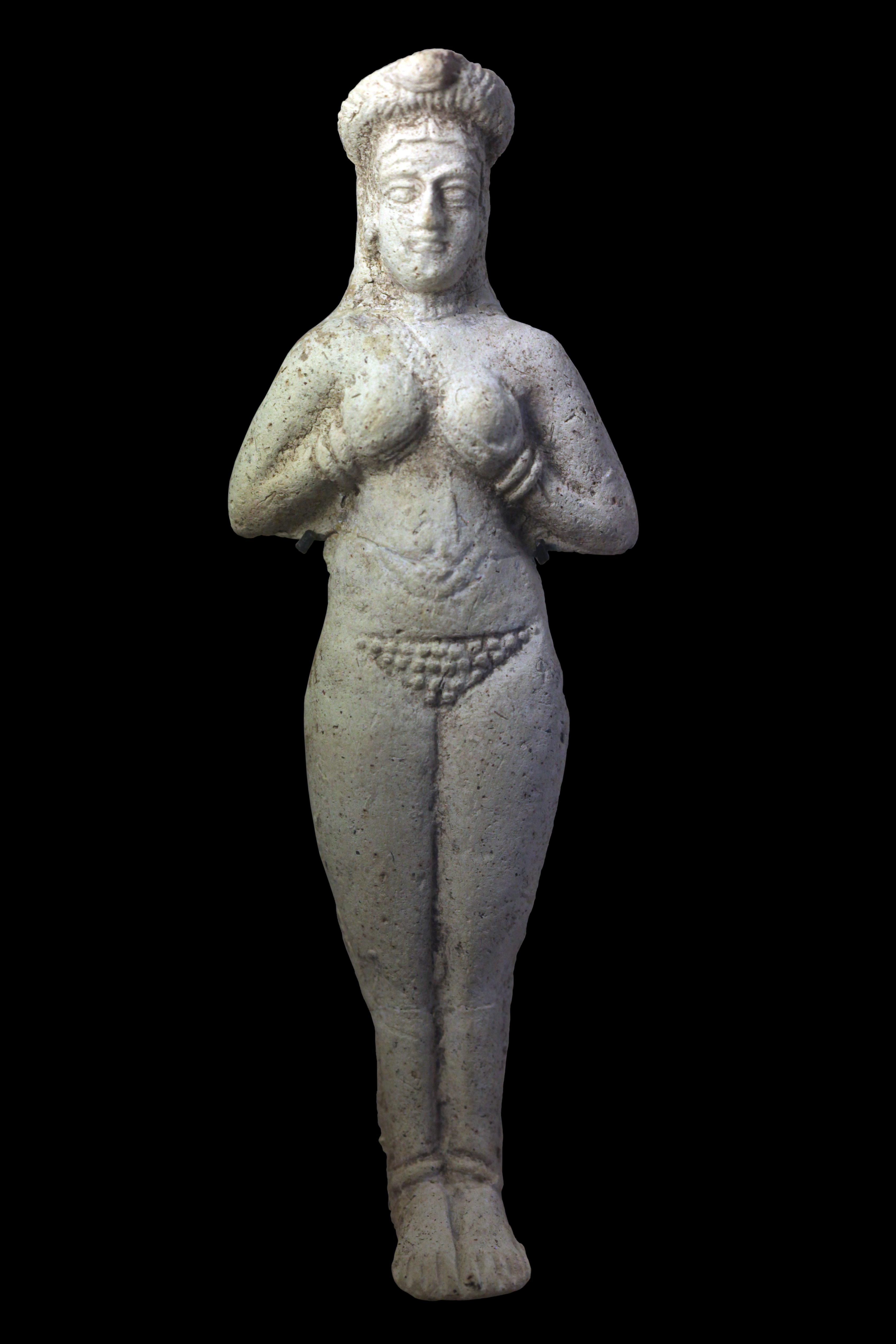
تمثال صغير ربما يمثل عشتار (ق. م)

لقد تمكَّن توت، بالاستناد إلى أعمال كتّاب سابقين مثل «والتر بوركيرت وبول فريدريش»، من تَبيُّنِ ووصفِ أوجهِ التَّشابُه الأسطوريَّة بين دالي والعديد من الآلهةِ الأخرى المُماثلة والتي تمتلك موضوعات مُتماثلة جدًا التي من المُحتمل أنَّها تُشير إلى حصول تأثير مُتبادل، أي إنَّ هذا التشابه في الموضوعات الرئيسية يدُلُّ على تكييف أو تناصٍّ فيما بينهنَّ. لذلك، كان من بين أوجه التشابه هذه، قرينة الارتباط بالذهب (كلون ومعدن ثمين)، والخصوبة ورعاية الحيوانات، وسلوك الإغراء المقترن بالغيرة المُهلكة للآخر، والصلة أو الارتباط بالفجر أو نجمة الصباح. وقد اصطلح، توت، على هذه التشابهات بمصطلح اسماه «مَجْمُوعَة إلهات الفجر [الإنجليزية]». ومن بين الآلهة الأخرى التي تمتلك بعض أو كل هذه السمات هي إلهة الفجر الهندو أوروبيَّة هاوسوس [الإنجليزية]، والتي من المحتل أنَّ الإلهتان اليونانيتان إيوس إلهة الفجر وأفروديت إلهة الحب [الإنجليزية] تتحدران منها. كما أنه، توت، سلط الضوء على الإلهة السومرية إنانا ونظيرتها البابلية عشتار، حيث كانتا تتشاركان هذه الموضوعات المُتشابهة، على أنَّهما لم تحصلا على هذه الموضوعات من هاوسوس. وقد حدَّدَ توت طبيعة الموضوعات الكبرى المُشتركة بين مجموعة إلهات الفجر على أنَّها حَمَّالة ذات وجوه، وترمز إلى حالة الانتقال أو التحول من حالة إلى أخرى. ولاحظ أنَّ هذه الارتباطات الأسطورية المُتعلقة بهذه الإلهات هي بمثابة رموز لمفاهيم كبيرة مثل التحول من حالة الليل إلى النهار، ومن القديم إلى الجديد، ومن الولادة إلى الموت. وفي حالة دالي، فإنَّ مُماهاتها مع نجمة الصباح وليلة رأس السنة الجديدة يعزز بشكل مباشر مكانتها بصفتها سيدة التحولات.
كتبت الآثاريَّة «إلينا روفا»، بناءً على عمل توت، أنه يبدو أنَّ هناك دلائل على انتقال الرموز والمعتقدات فيما بين شعوب بلاد ما بين النهرين والجورجيين خلال العصر البرونزي. ووصفت اكتشاف عام 2014 لشظيَّة من لوحة مُزركشة من الحجر الرملي في كُومة «أراديتس أورغورا» في موقع «ديدوبليس ميندوري [الإنجليزية]» الأثري في جورجيا أنَّه يمثل الأساس لهذه الاستنتاجات. تمتاز اللوحة، التي قُدر أنها ترجع إلى القرنين الرابع عشر والثالث عشر قبل الميلاد، بنجمة لها تسعة رؤوس تشبه نجمة عشتار الثُمانيَّة. ترى «روفا» أنَّ تصميم النجم ربما يكون قد مُرر أو انتقل من بلاد ما بين النهرين إلى جورجيا عبر رحلات التبادل التجاري طويلة المدى أو عبر النقل الميمي غير المباشر للتصميم. وربما خُصِّص بعد ذلك لاستخدامه كرمز لإلهة شمسية محلية مثل دالي، وربَّمَا ذلك لأنَّ بعض ما يُميز عشتار كان مُتشابهًا بما فيه الكفاية مع ما يُميز دالي «لأن رمز الأخيرة قد اختير بوعي من قبل السكان المحليين من أجل التعبير رمزيَّا عن إلهة محلية».

### شخصيات أوروبا الغربية

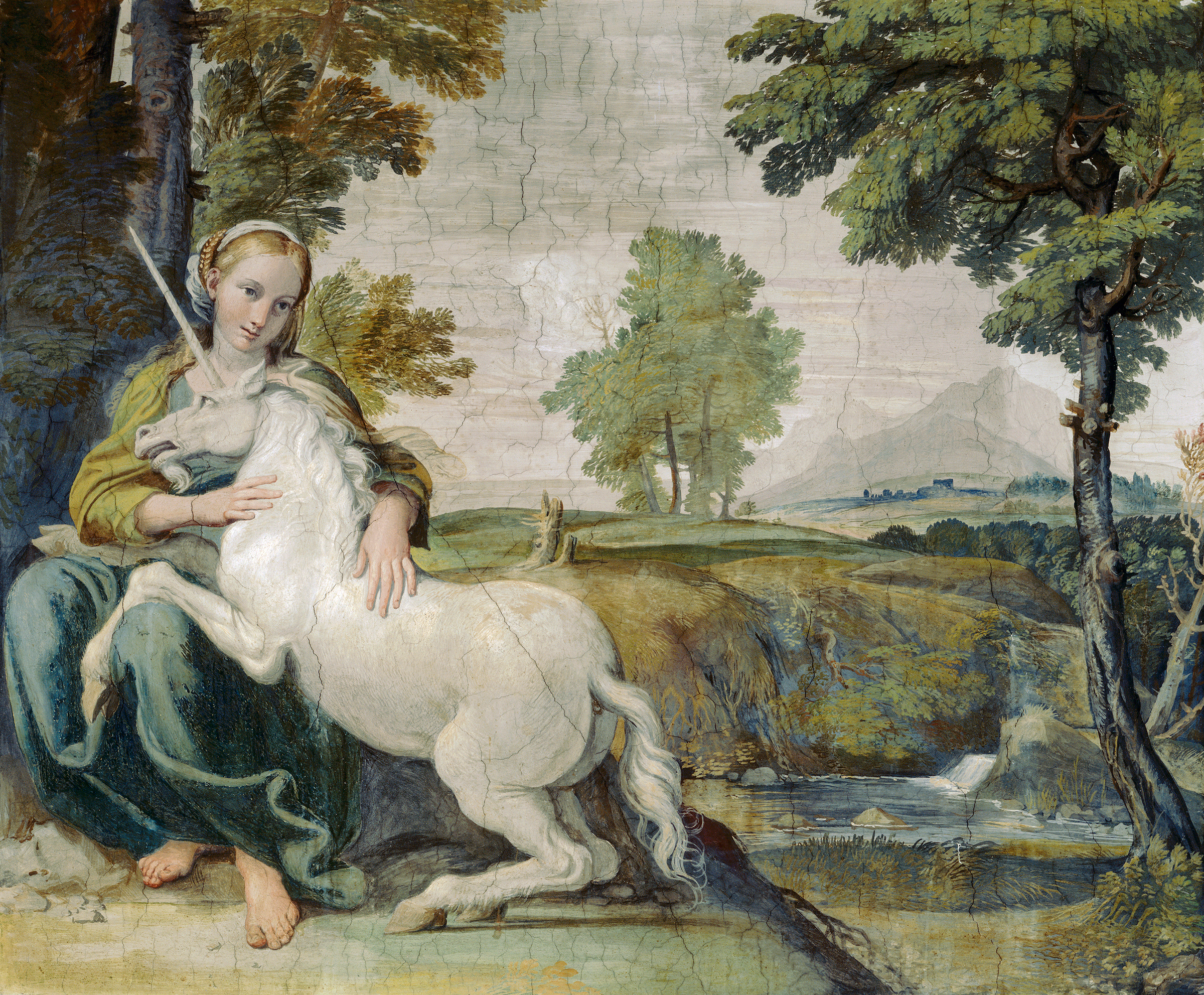
العذراء اللطيفة والمتأملة لديها القدرة على ترويض أُحادي القرن. لوحة تُنسب إلى دومنيكينو زامبيري (، قصر فارنيزي).

أجرى «ديفيد هانت» مُقارنة بين أساطيرِ الصيدِ المُتعلِّقةِ بدالي وتصوُّر أوروبا الغربية عن أُحادي القرن والسيدة التي تُروِّضُه. فأشار إلى أنَّ القصص المُتعلقة بأُحادي القرن تُركِّز بصورة معهودةٍ على الصيد، وأنَّ مدار هذه القصص غالبًا ما يكون في أعالي الجبال. تتضمن الأوصاف التقليدية لأُحادي القرن السِّمات التي يمتاز بها الماعز والغزلان، وذلك مثل الظلف. في المقابل، تُعتبر الحيوانات ذوات الظلف فريسة ذات قيمة عالية للصيادين في جبال القوقاز حيث تلعب دورًا بارزًا ومُهمَّاً في أساطيرهم. ولقد عُلِّمَت حيوانات دالي الأثيرة إليها بطرق تجعلها تشبه أُحادي القرن بالذات؛ فقد كانت غالبًا ذات لون أبيض خالصٍ أو ذات قرنٍ واحد. وأخيرًا، وجد «هانت» تشابهًا بين فكرة السَّيدة التي تُروِّض وترعى أُحادي القرن والفكرة المُتكررة التي تتحدث عن إلهةٍ أو سَّيدةٍ خارقةٍ تحمي وترعى الطرائد البرية. وعلى الرغم من اِقراره بأنَّ الأدلَّة كانت «ظرفيَّة ومُبعثرة»، إلَّا أنَّه اقترح أنَّ قصة أُحادي القرن نشأت من أساطير الصيد الأوروبية القديمة، والتي يعتقد بأنَّها قد حُفِظَت في الأساطير القوقازيَّة بعد أن أفلت في أماكن أُخرى.
توصلتا الباحثتان هيلدا إليس ديفيدسون [الإنجليزية] وآنَّا تشودري إلى أنَّ هُناك تشابهات بين قصص دالي وقصص طيف المُرتفعات الإسكتلندية «الغليستغ». عادة ما يُوصف «الغلاستيغ» بأنَّه «عجوز شمطاء» تعيش في أعالي الجبال وتحمي الطرائد ذوات الظلف. ومثل دالي، فإنَّ «الغليستغ» يمكن له أن يكون مُفيدًا ومُساعدًا وأيضًا مؤذيًا وخبيثًا، وذلك بحسب القصة التي تذكره. وإنَّه وعلى الرغم من حمايتها حيواناتها، إلَّا إنَّ بعض القصص تذكر بأنَّها قد تسمح للصيادين باصطيادها طالما أظهروا احترامهم لها وتركوا لها القرابين المُناسبة. وفي قصص أخرى، يُذكر أنَّ «الغليستغ» يتظاهر بأنَّه عجوزٌ ويعمد إلى افتراس الصيادين الماكثين في أكواخ جبليَّة تُدعى «باثيز [الإنجليزية]». وقد استخدمت كلٌّ من دالي والغليستيغ شعرهما العجائبي لربط الآخرين؛ فكانت دالي تربط الصيادين بشكل مُباشر، بينما الغليستيغ فتقوم بربط كلاب الصيادين؛ لكي تأمن شرها وتُهاجم أسياد الكلاب دون عراقيل.
وقد خلُصتا الباحثتان ديفيدسون وتشودري إلى أنَّ دالي والغليستيغ تُمثِّلان نُسخة محليَّة لشخصيَّة نموذجيَّة «آركتايبيَّة» والتي هي الأُنثى القيِّمة على البرِّيَّة، وقد رأتا أنَّ هذه الشخصية تُعدُّ موضوعًا وفكرة رئيسيَّة أُسطوريَّة واسعة الانتشار. حافظت الأسطورة على صورة دالي النمطية والتي تُجسد فيها الجمال والقوة، أمَّا الغليستيغ فمثَّلت هيئة مُتحوِّلة خلافًا لدالي، حيث نرى دالي بعد أن دُمِجَت مع الغليستيغ قد أصبحت في صورة عجوز قبيحة وتُعامل بطريقة أقل احترامًا مما سبق. وقد جادلتا الباحثتان بأنَّ شخصيات مماثلة تتراوح بين مغرية ومثيرة للقلق كانت منتشرة في أماكن وثقافات أوروبية مختلفة، تُشيران بذلك إلى نساء الغابات في الدول الإسكندنافية، وأرتميس اليونانية، و«كيليش» الأيرلندية. وتمثل الأشكال اللاحقة حيث تكون شخصية القيَّمة قبيحة أو شريرة نسخة أصبحت شائعة بعد أن تلاشى احترام شخصيات الإلهة السابقة.

## التَّرِكَة الحديثة

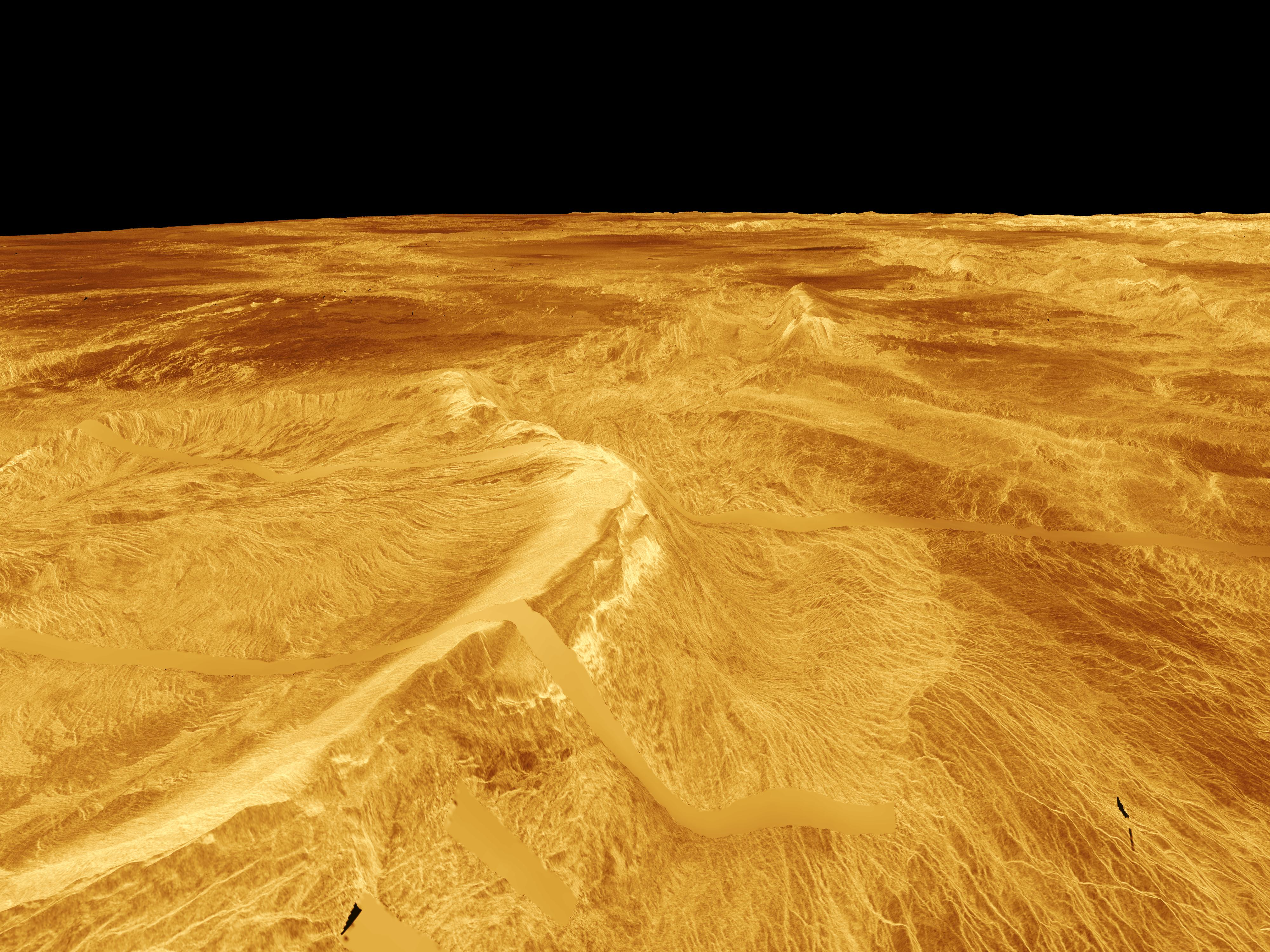
المناطق العميقة المسماة «تشازما دالي» على كوكب الزهرة.

احتفظت دالي بأهمية ثقافية بين الجورجيين في العصر الحديث، لا سيما في المناطق الريفية حيث لا يزال الصيد يُمارس كمهنة. وقد جدت دراسة استقصائية أجريت في عام 2013 أنه في حين أنَّ معظم الشباب أو المُثقفين يعتبرون دالي شخصيَّة أسطورية، فلا يزال العديد من الصيادين المُعمِّرين يعتبرون دالي شخصية حقيقية، على الرغم من أنه لم يكن أي منهم قد التقى بها شخصيًا. وقد قاموا برواية قصص للباحثين عن الصيادين الذين يعرفون أنهم واجهوا دالي وجُرحوا أو أصيبوا بالجنون نتيجة لذلك.
في العصر الحديث، تشير التسميات والتلميحات الأدبية إلى دالي إلى استمرار حضور روايتها في الذاكرة الثقافية. ولقد سُمِّيَت المناطق العميقة وشديدة الانحدار «تشازما دالي [الإنجليزية]» و«تشازما تكاشي مابا» على كوكب الزُّهرة على اسمي دالي ومُكافئتها المرغلانيَّة تكاشي مابا. وسُمِّيَت الأُحفورة «كابرا دالي [الإنجليزية]»، وهي نوع أحفوري من الماعز عُثر عليها في جورجيا، باسم دالي. وقد عُثِرَ على شظايا من أحافير «كابرا دالي» لأول مرة في موقع دمانيسي الأثري في عام 2006، ويُعتقد أنها مرتبطة بطور غرب القوقاز، «كابرا القوقاز».
نسج الروائي الجورجي المعروف «قسطنطين غامساخورديا [الإنجليزية]» العديد من الشخصيات التي استلهمها من الفولكلور الجورجي، بما في ذلك دالي، في روايته «سرقة القمر» لعام 1936. وقد قام المؤلف الجورجي «غريغول روباكيدزي [الإنجليزية]» بدمج دالي في أعماله باللغة الألمانية، وخاصة روايات «Megi - Ein georgisches Mädchen» (مِجي - فتاة جورجية، 1932)، حيث تُشكل دالي أساس شخصية «إيفلايت»، ورواية «Der Ruf der Göttin» (نِداء الإلهة، 1934)، التي تستند إلى قصص الصيادين الذين سقطوا من المنحدرات بسبب دالي. وقد أُلِّفت قصيدتان تُشيران إلى دالي، كُتبتا في رثاء متسلق الجبال السفاني «ميخائيل خيرغياني [الإنجليزية]» الذي لقي مصرعه إثر حادث عرضي عام 1969.
في عام 2019، أزالت بلدة «لنتخي [الإنجليزية]» شخصية دالي من تصميم نافورة كبيرة مخطط لها أن توضع في الساحة الرئيسية في المدينة. كان قد تضمن التصميم الأصلي تمثالًا لدالي، عاريًا، يتوضع فوق صخرة كبيرة، مع وجود ثلاثة وعول واقفة على الصخرة أسفل منها. وكان سبب ذلك، أن قد انتقد المطران «ستيفان» من أبرشية [الإنجليزية] تسغري ولنتخي الجورجية بشدة إدراج الإلهة في النافورة زاعمًا أنَّه يُمثِّلُ وثنيَّة، على الرغم من أنَّ رئيس البلدية «بدري ليبارتيلياني» ذكر أن التغيير كان يهدف إلى زيادة كفاءة النافورة وجاذبيتها. وفي نهاية المطاف، بُنِيت النسخة النهائية خالية من تمثال دالي، وهي تحتوي ببساطة على ثلاثة وعول تجلس على صخرة.

## اِقرأ أيضًا
- بريتومارتيس - إلهة الجبال والصيد اليونانية
- بوغادي موسون [الإنجليزية] - القيِّمُ على الحيوانات السيبيرية الذي اتخذ شكل حيوان الرنة
- امرأة الأيائل [الإنجليزية] - روح الغابة المغرية التي كان شكلها جزئيًا أيلًا
- ديفانا - إلهة الغابات والصيد السلافية
- ميليكي [الإنجليزية] - إلهة الصيد الفنلندية التي ترعى الأبقار والتي بيدها قرار النجاح في الصيد من عدمه
- بوتني ثيرون [الإنجليزية] - نموذج واسع الانتشار موجود في الفن القديم يُصوِّرُ أنثى تحمل حيوانين
- سْكِي - إلهة الجبل الإسكندنافية المرتبطة بالصيد والانزلاق والشتاء

## الأسماء والمصطلحات
وفقاً لتسلسل الورود:
1. ↑  (بالجورجية:  ტყაში-მაფა)، (بالإنجليزية: Tkashi-Mapa)‏
2. ↑  (بالإنجليزية: Kevin Tuite)‏
3. ↑  (بالإنجليزية: Vera Bardavelidze)‏
4. ↑  (بالإنجليزية: Elene Virsaladze)‏
5. ↑  (بالإنجليزية: Mikheil Chikovani)‏
6. ↑  (بالإنجليزية: Trialeti Chalice)‏
7. ↑  (بالإنجليزية: David Hunt)‏
8. ↑  أو النميات، (بالإنجليزية: Numismatist)‏
9. ↑  (بالإنجليزية: John Hind)‏
10. ↑  (بالإنجليزية: dila)‏
11. ↑  dælimon
12. ↑  Demon، أو حرفيَّا «الشيطانة»
13. ↑  Allah
14. ↑  God
15. ↑  Radiant
16. ↑  The Mistress of Beasts
17. ↑  Sovereign، أو «التي لها السيادة على الغابة»
18. ↑  Dalis panjara
19. ↑  (بالجورجية: დალის ფანჯარა)
20. ↑  irresistible and terrible
21. ↑  Mingrelian
22. ↑  Elene Virsaladze
23. ↑  Nakvderi
24. ↑  lamsir
25. ↑  Inguri River
26. ↑  initiates
27. ↑  tokens of affection
28. ↑  «dalelukdune, Dali-possessed» (بالجورجية: დალელუქდუნე)
29. ↑  (بالإنجليزية: Bail Betkil)‏
30. ↑  (بالإنجليزية: Betkan Kutsa)‏
31. ↑  (بالإنجليزية: Betkani)‏
32. ↑  (بالإنجليزية: Racha)‏
33. ↑  Mulakhi and Muzhali
34. ↑  (بالإنجليزية: Anna Chaudhri)‏
35. ↑  White Mangur
36. ↑  Mepsay or Mepisa
37. ↑  (بالإنجليزية: Amirani)‏
38. ↑  Sulkalmakhi
39. ↑  Dali and Amirani
40. ↑  Monadire Chorla
41. ↑  Givergil and Kala
42. ↑  Ber Shishvlish
43. ↑  Cxek'isk angelwez
44. ↑  Metkhvar Mare
45. ↑  (بالإنجليزية: Ochopintre)‏
46. ↑  (بالإنجليزية: Khevsurian people)‏
47. ↑  (بالإنجليزية: Khevsureti)‏
48. ↑  (بالإنجليزية: The forest woman)‏
49. ↑  Maka Khardziani
50. ↑  (بالإنجليزية: Tskheta)‏
51. ↑  (بالإنجليزية: Samdzimari)‏
52. ↑  (بالإنجليزية: necklace-wearer)‏
53. ↑  Æfsati
54. ↑  (بالإنجليزية: Dzerassae)‏
55. ↑  أي الخبير في جانب أو عدة جوانب من التركة الثقافيَّة الإغريقية واليونانية: 
Classical scholar
56. ↑  sexual predation
57. ↑  Demna Shengelaya
58. ↑  Walter Burkert
59. ↑  Paul Friedrich
60. ↑  the dawn goddess complex
الموضوعة في كُلٍّ جامع لها
61. ↑  Elena Rova
62. ↑  memetic
63. ↑  unicorn
64. ↑  Anna Chaudhri
65. ↑  the Tkashi-mapa Chasma
66. ↑  Capra dalii
67. ↑  Capra caucasica
68. ↑  Stealing the Moon
69. ↑  Megi – A Georgian Girl
70. ↑  Ivlite
71. ↑  The Call of the Goddess
72. ↑  Badri Liparteliani

## الملاحظات
- أ. وتُرجم أيضًا إلى «تقشي مابا»، (بالإنجليزية: Tkashi-Mapa)‏.[20]
- ب. يُعرف القديس جرجس باسم «جيورجي» في جورجيا. وفي سفان يُدعى «جيغوراغ»، ويُترجم أيضًا إلى «جيجيراغ».[134][89]
- ج. أوْتَرَ القَوْسَ: أي جَعَل لها وَتَرًا.[159]
- د. «أبسات» هو الاسم السفاني لهذا الإله. أما في أوسيتيا، فيُعرف باسم «آفساتي».[31]
- هـ. من الكلمة الجورجية «كور شافي»، والتي تعني «ذو الأذنين السوداوين»، كما وتًرجِمَت، أيضًا، إلى «كورشا».[160]
- و. (القِرناس أو القُرنَاس) هو أعلى الجبل.[161]
- ز. وأيضًا «سولوكماخي» (بالإنجليزية: Sulukmakhi)‏.[82]
- ح. وأيضًا «أوشوبينتي» (بالإنجليزية: Ochopinte)‏.[95]

### فهرس المراجع
1. 1 2 3 4 5  Tuite 2006، صفحة 3.
2. 1 2  Tuite 2006، صفحة 21.
3. 1 2 3 4 5 6 7 8 9  Tuite 2006، صفحة 4.
4. ↑  Virsaladze 2017، صفحة 47.
5. ↑  Virsaladze 2017، صفحة 13-14.
6. ↑  Virsaladze 2017، صفحات 23–24.
7. ↑  Rapp 2007، صفحة 137-138.
8. ↑  Khardziani 2006، صفحات 206–207.
9. ↑  Virsaladze 2017، صفحات 25–26.
10. ↑  Hunt 2003، صفحة 82.
11. ↑  Hind 2005، صفحات 9–10.
12. ↑  Hind 2005، صفحات 5–6.
13. 1 2 3 4 5 6 7 8 9  Tuite 2006، صفحة 2.
14. ↑  Tuite 2006، صفحة 12.
15. ↑  Tuite 2006، صفحات 14–15.
16. ↑  Rova 2016، صفحة 522.
17. 1 2 3  Khidasheli 1982، صفحة 128.
18. 1 2 3 4  Chirikba 2015، صفحة 178.
19. 1 2  Virsaladze 2017، صفحة 106.
20. 1 2 3 4 5 6  Chaudhri 2002، صفحة 169.
21. 1 2 3  Charachidzé 1993، صفحة 260.
22. ↑  Anderson 2004، صفحة 311.
23. ↑  Virsaladze 2017، صفحة 184.
24. 1 2 3  Camuri, Fossati & Mathpal 1993، صفحة 123.
25. 1 2 3 4 5 6  Davidson & Chaudhri 1993، صفحة 160.
26. ↑  Virsaladze 2017، صفحة 107.
27. ↑  Tuite 2006، صفحة 11.
28. 1 2 3  Davidson 2002، صفحة 15.
29. 1 2 3  Tuite 2006، صفحة 16.
30. 1 2  Berman et al. 2011، صفحة 105.
31. 1 2 3 4 5 6 7 8 9 10  Chaudhri 2002، صفحة 170.
32. 1 2  Davidson & Chaudhri 1993، صفحة 158.
33. 1 2 3  Virsaladze 2017، صفحة 60.
34. 1 2  Khidasheli 1982، صفحة 133.
35. 1 2 3 4  Davidson & Chaudhri 1993، صفحة 159.
36. 1 2  Kveselava 1958، صفحة 224.
37. 1 2  Virsaladze 2017، صفحة 85.
38. ↑  Virsaladze 2017، صفحة 231.
39. 1 2 3 4 5 6 7 8  Charachidzé 1993، صفحة 261.
40. 1 2 3  Mikaberidze 2015، صفحة 121.
41. 1 2 3  Virsaladze 2017، صفحة 28.
42. 1 2  Virsaladze 2017، صفحة 114.
43. 1 2  Virsaladze 2017، صفحة 155.
44. ↑  Virsaladze 2017، صفحة 213.
45. 1 2 3  Tuite 2006، صفحة 18.
46. 1 2 3  Hunt 2003، صفحة 86.
47. 1 2  Tuite 2006، صفحة 17.
48. 1 2  Virsaladze 2017، صفحة 34.
49. ↑  Hunt 2003، صفحات 86–87.
50. ↑  Virsaladze 2017، صفحة 31.
51. ↑  Davidson & Chaudhri 1993، صفحة 157.
52. ↑  Virsaladze 2017، صفحات 83–84.
53. 1 2 3 4 5 6 7  Tuite 2006، صفحة 5.
54. 1 2  Salia 1983، صفحة 32.
55. 1 2 3  Tuite 1997، صفحة 6.
56. ↑  Tuite 2007، صفحة 23.
57. 1 2 3 4  Bakker 2013، صفحات 83–84.
58. 1 2 3  Salia 1983، صفحة 33.
59. ↑  Virsaladze 2017، صفحة 30.
60. ↑  Virsaladze 2017، صفحة 79.
61. ↑  Virsaladze 2017، صفحة 33.
62. ↑  Virsaladze 2017، صفحة 65.
63. 1 2  Virsaladze 2017، صفحة 206.
64. 1 2  Robakidze 1957، صفحة 40.
65. ↑  Virsaladze 2017، صفحة 239.
66. ↑  Khachapuridze 2015، صفحة 119.
67. ↑  Virsaladze 2017، صفحة 66.
68. 1 2 3 4  Hunt 2012، 33. Dali is Giving Birth in the Crags.
69. ↑  Virsaladze 2017، صفحة 117.
70. 1 2  Hunt 2012، 34. Betkil.
71. ↑  Khardziani 2006، صفحة 205.
72. 1 2 3  Chaudhri 2002، صفحة 171.
73. 1 2  Tuite 2004a، صفحة 150.
74. ↑  Virsaladze 2017، صفحة 201.
75. 1 2  Virsaladze 2017، صفحة 258.
76. ↑  Virsaladze 2017، صفحة 275.
77. ↑  Kalandadze-Makharadze 2003، صفحة 341.
78. ↑  Tuite 2004b، صفحة 44.
79. ↑  Kalandadze-Makharadze 2003، صفحات 341–342.
80. ↑  Chikovani 1974، صفحات 137–138.
81. 1 2 3  Tuite 1997، صفحة 11.
82. 1 2  Berman et al. 2011، صفحة 84.
83. ↑  Hunt 2012، XII. Prometheus Legends.
84. ↑  Hunt 2012، 35. Dali and Amirani.
85. ↑  Virsaladze 2017، صفحة 260.
86. 1 2 3  Khardziani 2006، صفحة 206.
87. ↑  Schrade 2001، صفحة 233.
88. ↑  Virsaladze 2017، صفحة 209.
89. 1 2  Charachidzé 1968، صفحة 483.
90. 1 2  Virsaladze 2017، صفحة 38.
91. ↑  Monaghan 2014، صفحة 297.
92. ↑  Virsaladze 2017، صفحة 25.
93. ↑  Virsaladze 2017، صفحة 257.
94. ↑  Tuite 2018، صفحة 147.
95. 1 2 3  Mikaberidze 2015، صفحات 647–648.
96. ↑  Salia 1983، صفحة 92.
97. ↑  Virsaladze 2017، صفحات 84–85.
98. ↑  Davidson 2002، صفحة 18.
99. ↑  
  - Rapp 2007، صفحة 137–138
  - Virsaladze 2017، صفحة 85
  - Virsaladze 2017، صفحات 128–129
  - Virsaladze 2017، صفحة 182
100. ↑  Hunt 2012، VI. Hunting.
101. 1 2 3  Hunt 2003، صفحة 84.
102. 1 2 3  Virsaladze 2017، صفحة 123.
103. ↑  Virsaladze 2017، صفحات 132–133.
104. ↑  Virsaladze 2017، صفحة 120.
105. 1 2 3  Virsaladze 2017، صفحة 119.
106. 1 2  Virsaladze 2017، صفحة 121.
107. ↑  Virsaladze 2017، صفحة 133.
108. 1 2  Tuite 1997، صفحة 2.
109. ↑  Rova 2016، صفحة 523.
110. 1 2  Virsaladze 2017، صفحة 101.
111. 1 2  Hunt 2003، صفحة 89.
112. ↑  Tuite 2004b، صفحة 121.
113. ↑  Khachapuridze 2015، صفحة 117.
114. ↑  Khachapuridze 2015، صفحة 118.
115. ↑  Tuite 2004b، صفحة 129.
116. 1 2  Tuite 2006، صفحة 10.
117. 1 2  Virsaladze 2017، صفحة 36.
118. ↑  Virsaladze 2017، صفحة 264.
119. ↑  Chaudhri 2002، صفحة 167.
120. ↑  Chirikba 2015، صفحات 162–163.
121. ↑  Chirikba 2015، صفحة 169.
122. ↑  Chirikba 2015، صفحات 181–182.
123. ↑  Chaudhri 2002، صفحة 174.
124. ↑  Davidson & Chaudhri 1993، صفحة 155.
125. ↑  Virsaladze 2017، صفحة 110.
126. ↑  Tuite 2007، صفحة 27.
127. 1 2  Bakker 2013، صفحة 84.
128. ↑  Horn 1998، صفحة 249.
129. ↑  Davidson 2002، صفحة 16–18.
130. 1 2  Tuite 2006، صفحات 15–19.
131. ↑  Virsaladze 2017، صفحة 26.
132. ↑  Virsaladze 2017، صفحة 111.
133. ↑  Virsaladze 2017، صفحة 115.
134. 1 2  Tuite 2004b، صفحة 14.
135. ↑  Pumpelly 1908، صفحة 48.
136. ↑  Tuite 2006، صفحات 15–16.
137. ↑  Tuite 2006، صفحات 18–19.
138. 1 2  Rova 2016، صفحة 524.
139. ↑  Rova 2016، صفحة 512.
140. ↑  Rova 2016، صفحة 515.
141. ↑  Rova 2016، صفحة 517.
142. ↑  Rova 2016، صفحة 518.
143. 1 2  Hunt 2003، صفحة 75.
144. ↑  Davidson & Chaudhri 1993، صفحة 151.
145. ↑  Davidson & Chaudhri 1993، صفحات 151–152.
146. ↑  Davidson & Chaudhri 1993، صفحة 153.
147. ↑  Davidson & Chaudhri 1993، صفحة 154.
148. ↑  Chaudhri 2002، صفحة 176.
149. ↑  Khachapuridze 2015، صفحات 118–119.
150. ↑  "Dali Chasma". Gazetteer of Planetary Nomenclature. International Astronomical Union Working Group for Planetary System Nomenclature. مؤرشف من الأصل في 2020-01-02. اطلع عليه بتاريخ 2018-05-02.
151. ↑  "Tkashi-mapa Chasma". Gazetteer of Planetary Nomenclature. International Astronomical Union Working Group for Planetary System Nomenclature. مؤرشف من الأصل في 2020-01-02. اطلع عليه بتاريخ 2018-05-02.
152. ↑  Bukhsianidze & Vekua 2006، صفحة 160.
153. ↑  Bukhsianidze & Vekua 2006، صفحة 159.
154. ↑  C'anava & Culaia 1998، صفحة 4, 29.
155. ↑  Bregadze 2011، صفحة 40.
156. ↑  Jordania & Kane 1999، صفحات 20–21.
157. ↑  "ლენტეხში მიტროპოლიტის კრიტიკის შემდეგ შადრევანი დალის ქანდაკების გარეშე დადგეს |". ნეტგაზეთი (بالجورجية). Archived from the original on 2019-12-10. Retrieved 2020-08-11.
158. ↑  პატარაია, მარიამ. "ლენტეხში შადრევანი, რომელზეც ნადირობის ქალღმერთი უნდა გამოესახათ, დალის გარეშე გაიხსნა". ქუთაისი პოსტი (بالجورجية). Archived from the original on 2021-03-13. Retrieved 2020-08-11.
159. ↑  ابن منظور؛ محمد (2015). لسان العرب. ص 1035: دار الفكر للطباعة والنشر والتوزيع. بيروت - لبنان. ج. الثاني. مؤرشف من الأصل في 2021-03-19.{{استشهاد بكتاب}}:  صيانة الاستشهاد: مكان (link)
160. ↑  Hunt 2012، 44. The Balkh Meadow (Georgian), note 22.
161. ↑  ابن سيده/أبو الحسن (1 يناير 2006). المخصص 1-8 مع الفهارس ج4. ص 587: دار الكتب العلمية. مؤرشف من الأصل في 2021-07-07.{{استشهاد بكتاب}}:  صيانة الاستشهاد: مكان (link)

### ثبت المراجع
- Anderson، Tony (2004). Bread and Ashes: A Walk Through the Mountains of Georgia. London: Vintage. ISBN:0099437872. OCLC:54986738. مؤرشف من الأصل في 2021-03-25.
- Bakker, Egbert J. (2013). The Meaning of Meat and the Structure of the Odyssey (بالإنجليزية). New York: Cambridge University Press. ISBN:978-0521111201. Archived from the original on 2022-12-29.
- Berman، Michael؛ Kalandadze، Ketevan؛ Kuparadze، George؛ Rusieshvili، Manana (2011). Georgia Through Its Legends, Folklore, and People. New York: Nova Science Publishers. ISBN:978-1-5361-1287-0. OCLC:985108075. مؤرشف من الأصل في 2022-12-29.
- Bregadze, Konstantine (2011). "Grigol Robakidze and His Novel "Die Gemordete Seele" as a Hermeneutical Clue to the Mytho-Demonic Nature of a Totalitarian State". In Ratiani, Irma (ed.). Totalitarianism and Literary Discourse: 20th Century Experience (بالإنجليزية). Newcastle upon Tyne: Cambridge Scholars Publishing. pp. 38–49. ISBN:978-1443834728.
- Bukhsianidze، Maia؛ Vekua، Abesalom (15 نوفمبر 2006). "Capra dalii nov. sp. (Caprinae, Bovidae, Mammalia) at the limit of Plio-Pleistocene from Dmanisi (Georgia)". Courier Forschungsinstitut Senckenberg. Senckenberg Nature Research Society. ج. 256: 159–171. مؤرشف من الأصل في 2022-12-29 – عبر ResearchGate.
- Camuri, Giacomo; Fossati, Angelo; Mathpal, Yasodhar, eds. (1993). Deer in Rock Art of India and Europe. IGNCA Rock Art Series (بالإنجليزية). New Delhi: Indira Gandhi National Centre for the Arts. ISBN:8185503028. OCLC:32204019. Archived from the original on 2021-03-25.
- C'anava, Apolon; Culaia, Jambul (1998). ქონსთანთინე გამსახურდიას სემოქმედების ხალხური ცყაროები (بالجورجية). Tbilisi: Lomisi. Archived from the original on 2021-03-25.
- Charachidzé, Georges (1968). Le Système religieux de la Géorgie païenne: analyse structurale d'une civilisation (بالفرنسية). Paris: Maspéro. OCLC:410367044. Archived from the original on 2021-03-25.
- Charachidzé, Georges (1993) [Originally published in French in 1981]. "The Religion and Myths of the Georgians of the Mountains". In Bonnefoy, Yves (ed.). American, African, and Old European Mythologies (بالإنجليزية). Translated by Doniger, Wendy. Chicago: University of Chicago Press. pp. 254–262. ISBN:978-0-226-06457-4. Archived from the original on 2022-05-31.
- Chaudhri, Anna (11 Sep 2002). "The Caucasian Hunting-Divinity, Male and Female: Traces of the Hunting Goddess in Ossestic Folklore". In Billington, Sandra; Green, Miranda (eds.). The Concept of the Goddess (بالإنجليزية). London: Routledge. pp. 166–177. ISBN:978-1-134-64151-2.
- Chikovani، Mikheil (أبريل 1974) [Originally published in Georgian in 1947]. "Amirani". Folklore Forum. ترجمة: Kiziria، Dodona؛ Gold، Peter. Department of Folklore and Ethnomusicology, Indiana University. ج. 7 ع. 2: 137–142. hdl:2022/1347.
- Schrade، Brigitta (27 يناير 2001). "Byzantium and its Eastern barbarians: the cult of saints in Svanet'i". Amirani. International Caucasological Research Institute. ج. 4–5: 233–253. مؤرشف من الأصل في 2020-11-05.
- Chirikba, Viacheslav A. (2015). "Between Christianity and Islam: Heathen Heritage in the Caucasus". In Bläsing, Uwe; Arakelova, Victoria; Weinreich, Matthias (eds.). Studies on Iran and The Caucasus: In Honour of Garnik Asatrian (بالإنجليزية). Leiden: Brill. pp. 145–191. ISBN:978-90-04-30206-8.
- Davidson، Hilda Ellis؛ Chaudhri، Anna (1993). "The Hair and the Dog". Folklore. The Folklore Society. ج. 104 ع. 1/2: 151–163. DOI:10.1080/0015587X.1993.9715862. JSTOR:1260804.
- Davidson, Hilda Ellis (2002). Roles of the Northern Goddess (بالإنجليزية). London: Routledge. ISBN:978-1-134-77802-7. Archived from the original on 2021-07-08.
- Hind، J.G.F. (2005). "The Types on the Phasian Silver Coins of the Fifth-Fourth Centuries BC (The 'Kolkhidki' of Western Georgia)". The Numismatic Chronicle. Royal Numismatic Society. ج. 165: 1–14. ISSN:0078-2696. JSTOR:42667270. مؤرشف من الأصل في 2020-10-01.
- Horn, Cornelia B. (1 Jan 1998). "St. Nino and the Christianization of Pagan Georgia". Medieval Encounters (بالإنجليزية). Brill. 4 (3): 242–264. DOI:10.1163/157006798X00151. ISSN:1570-0674.
- Hunt، David (2003). "The Association of the Lady and the Unicorn, and the Hunting Mythology of the Caucasus". Folklore. The Folklore Society. ج. 114 ع. 1: 75–90. DOI:10.1080/0015587032000059889. JSTOR:30035068. S2CID:160162663.
- Hunt, David (2012). Legends of the Caucasus (بالإنجليزية). London: Saqi. ISBN:978-0-86356-823-7. Archived from the original on 2021-07-08.
- Jordania، Joseph؛ Kane، Frank (1999). Vocal Polyphones from Svaneti (PDF) (Media notes). Riho Ensemble. INEDIT. مؤرشف من الأصل (PDF) في 2020-09-21.
- Kalandadze-Makharadze، Nino (2003). "On One Peculiarity of Articulation in Georgian Polyphonic Singing" (PDF). في Turtsumia، Rusudan؛ Jordania، Joseph (المحررون). The First International Symposium on Traditional Polyphony. Tbilisi: International Research Center for Traditional Polyphony of Tbilisi State Conservatoire. ص. 340–349. مؤرشف من الأصل (PDF) في 2018-04-30.
- Khachapuridze، Luiza (2015). "Dali, Tkashmapa and related beliefs on the basis of present-day materials recorded in upper Samegrelo-svaneti" (PDF). في Mosia، Bela (المحرر). Shota Meskhia State Teaching University of Zugdidi Annual Scientific Work 2015. Zugdidi: International Society for Folk Narrative Research. ص. 117–120.
- Khardziani، Maka (2006). "Reflection of the Tradition of Hunting in Svan Musical Folklore". في Turtsumia، Rusudan؛ Jordania، Joseph (المحررون). The Second International Symposium on Traditional Polyphony. Tbilisi: International Research Center for Traditional Polyphony of Tbilisi State Conservatoire. ص. 205–208. CiteSeerX:10.1.1.739.2686.
- Khidasheli, Manana Sh. (1982). "Religious Beliefs of the Caucasian Society of the Early Iron Age (According to Archaeological Evidence)". In Klengel, Horst (ed.). Gesellschaft und Kultur im alten Vorderasien. Schriften zur Geschichte und Kultur des Alten Orients (بالألمانية). Berlin: Akademie-Verlag. Vol. 15. pp. 127–136. Archived from the original on 2020-10-30. {{استشهاد بكتاب}}: الوسيط غير المعروف |عنوان المؤتمر= تم تجاهله (help)
- Kveselava, Mikheil, ed. (1958). Anthology of Georgian Poetry (PDF) (بالإنجليزية). Translated by Urushadze, Venera. Tbilisi: State Publishing House "Soviet Georgia". ISBN:978-0-01-359825-1. Archived from the original (PDF) on 2018-11-18 – via National Parliamentary Library of Georgia.
- Mikaberidze, Alexander (2015). Historical Dictionary of Georgia (بالإنجليزية). London: Rowman & Littlefield. pp. 647–648. ISBN:978-1-4422-4146-6. Archived from the original on 2021-03-25.
- Monaghan, Patricia (2014). Encyclopedia of Goddesses and Heroines (بالإنجليزية). Novato, California: New World Library. ISBN:978-1-60868-218-8. Archived from the original on 2021-03-25.
- Pumpelly، Raphael (1908). "Ancient Anau and the Oasis-World and General Discussion of Results". Explorations in Turkestan: Expedition of 1904. Prehistoric Civilizations of Anau: Origins, Growth and Influence of Environment. Washington, D.C.: Carnegie Institution of Washington. ج. 73 ع. 1. DOI:10.5962/bhl.title.165936. مؤرشف من الأصل في 2020-10-30.
- Rapp، Stephen H. Jr. (2007). "7 – Georgian Christianity". في Parry، Ken (المحرر). The Blackwell Companion to Eastern Christianity. Chichester: John Wiley & Sons. ISBN:978-1-4443-3361-9.
- Robakidze، Grigol (1957). "De Mythologie géorgienne: Prométhée, Dali" (PDF). Bedi Kartlisa. Paris: Revue de Karthvelologie. ج. 23: 38–41. مؤرشف من الأصل (PDF) في 2021-03-25.
- Rova, Elena (2016). "Ishtar in Shida Kartli? About a Recently Discovered Fragment of Stone Plaque". In Corò, Paola; Devecchi, Elena; De Zorzi, Nicla; Maiocchi, Massimo (eds.). Libiamo ne' lieti calici: Ancient Near Eastern Studies Presented to Lucio Milano on the Occasion of his 65th Birthday by Pupils, Colleagues and Friends (PDF) (بالإنجليزية). Münster: Ugarit-Verlag. pp. 511–532. ISBN:978-3-86835-197-2. Archived from the original (PDF) on 2021-02-14.
- Salia, Kalistrat (1983) [Originally published in French in 1980]. History of the Georgian Nation (بالإنجليزية). Translated by Vivian, Katharine (2nd ed.). Paris: Edition Nino Salia. OCLC:957576279. Archived from the original on 2021-03-25.
- Tuite, Kevin (1997). "Pelops, the Hazel-Witch and the Pre-Eaten Ibex: On an Ancient Circumpontic Symbolic Cluster" (PDF). In Fossey, John Michael (ed.). Antiquitates Proponticae, Circumponticae et Caucasicae (بالإنجليزية). Amsterdam: Gieben. Vol. II. pp. 11–28. ISBN:90-5063-478-8. OCLC:493265206.
- Tuite، Kevin (2004a). "Lightning, Sacrifice, and Possession in the Traditional Religions of the Caucasus" (PDF). Anthropos. Anthropos-Institut. ج. 99 ع. 1: 143–159. مؤرشف من الأصل (PDF) في 2021-07-08.
- Tuite، Kevin، المحرر (2004b) [Originally published in 1995 as Anthology of Georgian folk poetry]. Violet on the Mountain: An Anthology of Georgian Folk Poetry (ط. revised). Tbilisi: Amirani. Part 1 Part 2.
- Tuite، Kevin (2006). "The meaning of Dæl. Symbolic and spatial associations of the south Caucasian goddess of game animals." (PDF). في O'Neil، Catherine؛ Scoggin، Mary؛ Tuite، Kevin (المحررون). Language, Culture and the Individual. A Tribute to Paul Friedrich. ص. 165–188. اطلع عليه بتاريخ 2017-12-09. {{استشهاد بكتاب}}: |موقع= تُجوهل (مساعدة)
- Tuite، Kevin (2007). "Achilles and the Caucasus" (PDF). Journal of Indo-European Studies. Institute for the Study of Man. ج. 26 ع. 3: 289–344. مؤرشف من الأصل (PDF) في 2020-11-28.
- Tuite، Kevin (2018). "The institutional and vernacular cults of the military saints in the western Caucasus: Image-mediated diffusion and body shift in the cult of St Eustace in the western Caucasus" (PDF). في Bealcovschi، Simona (المحرر). Le Corps Et Le Lieu: Noveaux Terrains. Montréal: éditions@anthro. ص. 141–154. ISBN:978-2-9800881-5-5. {{استشهاد بكتاب}}: |موقع= تُجوهل (مساعدة)
- Virsaladze، Elene (2017) [Originally published in Georgian in 1976]. Khukhunaishvili-Tsiklauri، Mary؛ Abashidze، Elene (المحررون). Georgian Hunting Myths and Poetry (PDF). ترجمة: Hunt، David. Tbilisi: Georgian National Academy of Sciences. مؤرشف من الأصل (PDF) في 2018-06-12.